# あおざくら 防衛大学校物語
『あおざくら 防衛大学校物語』（あおざくら ぼうえいだいがっこうものがたり、AOZAKURA THE STORY OF NATIONAL DEFENSE ACADEMY）は、二階堂ヒカルによる日本の漫画作品。『週刊少年サンデー』（小学館）にて、2016年22・23合併号から連載中。2025年8号に掲載された後、作者の二階堂が体調不良のため休載されている。休載中の2025年4月18日刊の最新刊36巻の単行本帯には累計330万部を突破。ここで現在出版は止まっている。次巻は未定である。
神奈川県横須賀市にある自衛隊の幹部自衛官を養成する「防衛大学校」を舞台とした作品。本作を描くきっかけとなったのは、担当の「防大には知られざるすばらしい青春がある」という発言がきっかけで、作者の二階堂は「それぞれ守りたいと思うものの為に、全力で取り組む前向きな折れない心を楽しく描けていけたらと思います」としている。
また、防大での生活上のルールが数多く登場するが、作中で描かれているものはその一部だという。一部、現在の防衛大学校では廃止・変更されている規則なども描かれている。
2019年11月1日から11月29日まで毎日放送の「ドラマ特区」でテレビドラマが放送されていた。なお、2020年にテレビドラマと同じ出演者で舞台化される予定であったが、2019新型コロナウイルス感染拡大に伴い、公演中止となった。

## あらすじ
高校3年生の近藤勇美は成績優秀だが、実家の定食屋が廃業するという経済的事情から、進路の選択を迫られる。そんなある日、入学金・学費が免除される上、毎月手当が出るという防衛大学校の存在を知り、同校への進学を志望する。
1学年 前期
高校を卒業して防大に着校した近藤は、対番を務めることになった松平容介や、それぞれ様々な目標を持つ沖田蒼司、原田忠、武井寅明といった仲間と出会い新たな生活の一歩を踏み出すが、入校式を終えると部屋長の坂木龍也やサブ部屋長の西脇鷹史をはじめ上級生たちの態度は激変し、厳しい指導が始まる。
近藤らは坂木や西脇らの指導の下で日々の生活に追われるが、そんな中、原田はミスが重なる悪循環から脱柵未遂を起こし、沖田は要領の悪さのために上級生からたびたび叱責を受け、武井は服務事故によりヘルウィーク騒動を起こすなどの試練に直面する。近藤自身も身の回りのことを卒なくこなしつつ仲間を助ける一方で、夏季定期訓練の水泳・遠泳訓練の際にはカナヅチゆえに困難な状況に直面するが、坂木部屋長の妹・岡上乙女の協力により乗り切るなど、苦しみながらも成長を続けていく。
1学年 中期
その後近藤は、中期より坂木からの推薦により「小付」に任命される。同時に中期のルームメイトとなった土方俊明と、性格や仲間に対する考えの違いから対立を深めていくが、秋季定期訓練やコント大会、開校記念祭を通じて、それまで独り善がり・弱者切り捨てであった土方の性格に変化が訪れ始める。そして開校記念祭の棒倒しの決勝では、近藤と土方の機転による共闘がきっかけで、第1大隊が優勝することになった。
開校記念祭の後、坂木の先輩である千葉周一が教官として赴任してくる。一方の近藤は乙女との関係進展に期待したことで挙動不審となり内恋疑惑騒ぎを起こす失態をしてしまい、さらにクリスマスダンスパーティーで近藤に誘われて参加していた幼馴染の松井常代にキスされたことで気が緩んでしまうが、土方に叱責されたことでようやく自身の愚かさを自覚し、無事中期を終えている。
1学年 後期
後期に入り、近藤は同部屋となった山並啓助からのフォローを受けつつ、同期たちと共に最大限に厳しくなった学生生活を過ごすこととなる。しかし後期終了直前になって、近藤はそれまで志望していた航空要員ではなく、海上要員に配属される。更に卒業を間近に控えた坂木も、事故で重傷を負ってしまうが、近藤のために出席を強行、無事に卒業し、近藤に別れを告げた。
2学年 前期
2学年に進級した近藤は、近藤に憧れている新1学年、小島シカオの対番を務めることになった。同時に近藤達は、防大生の登竜門であるカッター競技会に向けての本格的な訓練を始める。その後、土方によるスパルタ式の指導方針が原因となり、一時は中隊内で亀裂が生じるも、卒業生の大久保俊通の助け舟もあり、競技会は近藤達の中隊が優勝することになった。GW明けには、坂木が訓練課付の教官として、防大に舞い戻ってきた。その後も近藤は、校友会での銃の折損事故を乗り越え、「一意奮闘」を目標に奮闘していく。そんな中、夏季定期訓練を、同じ海上要員で近藤に興味を持つ伊東天志らと共に乗り越え、前期を終えることになった。
2学年 中期
2学年中期に入った近藤は、儀仗隊の練習中に手指を骨折してしまう。以降、仲間たちに支えられながらも、開校記念祭に向けてアカシア会や軍事歴史研究部、演劇祭、国防男子コンテストへの協力を要請されることになる。中期終盤で近藤は、千葉教官から海外留学を打診される。
2学年 後期
中期終了後に常代と正式に恋愛関係となった近藤は、小隊学生長付として2学年最後の防大生活に臨む。
3学年 前期
3学年に進学した近藤は、他の学年と違いやること無いことに苦悩することになる。その一方で前期学生長付となるが、近藤の夢を聞いた前期学生隊幕僚1係の井神石美に「周りの影響でかりそめの夢を作り上げた」と断言されることになる。苦労はしたものの同期の支えもあり、近藤は学生長付を真剣に遂行していく。

## 登場人物
大半の登場人物の名前は、幕末の歴史上の人物（特に新選組に関わる者が多い）の名前をモデルとしており、出身地も名前のモデルとなった人物に準じている。
実際の防衛大学校では頭髪規則により1学年男子は短髪と定められているが、髪型が全員同じだとキャラクターの描き分けがしづらいため、あえて規則を無視して描かれている。

### 防衛大学校
各要員の節内では、近藤の同学年、先輩の順に記載する。近藤とその同学年たちは第146話以降で要員配置が決定している。

#### 海上要員
近藤 勇美（こんどう いさみ）
主人公。1学年→2学年→３学年で、第1大隊第1中隊第3小隊113小隊所属。1学年時の部屋は前期は115号室、中期は117号室。後期は119号室。2学年前期は120号室、中期は122号室。3学年時は第1大隊第3中隊第1小隊131小隊に配属された。3学年前期は302号室。海上要員、国際関係学科、アカシア会、儀仗隊に所属。
4月12日生まれ。B型。170センチメートル / 62キログラム。東京都調布市出身。都立調布木多高校卒業。
名前のモデルは近藤勇。
実家は自営業。家族構成は父・修介、母・筆美、妹・理絵の4人家族。容貌は母親似で整っているという評価も作中では度々ある。しかし、眼光が鋭いこと等から、ナンパには失敗している。中期以降は「合コン（元）小付」「15股（元）小付」というあだ名で呼ばれることも多くなった。2学年進級後は後輩の小島に慕われていることが評判となり「近藤リーダー」と呼ばれるようになった。一方の土方は、近藤の体力不足も合わせて「体力補備リーダー」と呼んでいる。また、後述の通り金銭のやり取りが得意である故に最安値で物品を調達できることから、上下級生問わず「アマ〇ン近藤」と呼ばれ重宝されている。
筋金入りの勉強好きで、高校時代は都内でも有数の進学校で学内トップの成績を収めており、早慶への進学も狙えたが、家庭の経済的事情から防大に進学した。防大入校後はノートの写しは大隊を跨いで借りに来る学生がいるほどの評判となっていた。1学年時の中期終了直前にテストで学年1位の成績を収めていたことが語られている。実家は定食屋「近藤食堂」を営んでいるため、料理も得意としている。実家が貧乏であったという影響からか、金銭のやり取りや、物の貸し借りにはシビア。防大からの手当もほとんど実家の仕送りに使っていたが、2学年の夏休みの帰省時に、実家が金銭的に余裕が出てきたという理由から、仕送りは両親によって近藤に返されている。後に妹の理絵の大学の学費を半額負担している。身の回りのことも卒なくこなす一方、防大に進学するまでは勉強一筋だったため体力面や運動能力では他の同期より一段劣る描写が多いが、ジャンプ力は比較的高く、その能力を岩崎に見込まれて棒倒しのメンバーに抜擢された。また、酒に弱く2学年の時に初めて酒を飲んだが1杯目で酔い潰れた。ゲームも苦手で、高校時代に部活動の経験はなく、校友会は勉強と両立できるものを希望していたが、3学年の清川に助けられた縁や乙女の勧めで儀仗隊に入部した。2学年に進級して以降は中期で指の骨折で儀杖隊の活動に参加できなくなったことをきっかけに松岡から声を掛けられアカシア会にも掛け持ちで所属している。
原田の脱柵未遂、沖田の世話、武井が発端となったヘルウィーク騒動を丸く収めたことから、周囲から一目を置かれるようになり、中期から小隊学生長を務める予定の坂木部屋長により、それを補佐する小隊学生長付を打診される。前期の試肝会以降は幽霊が苦手となり、さらにカナヅチでもあったが、夏季定期訓練の遠泳の際に乙女との特訓で克服している。近藤自身も乙女との水泳の特訓以降は、彼女に好意を抱いている描写も見られるようになった。防大内で数少ない異性の乙女と親しいことや幼馴染の常代の存在は前期の115号室のメンバーをはじめとする男子学生には羨ましがられている。秋期定期訓練後は坂木からの呼び出しが続きスランプに陥る乙女を見かねて坂木に「兄としての立場から」アドバイスするように忠告している。
中期開始直後は、小隊学生長に任命された坂木からの推薦通り1学年の小隊学生長付に任命されることになるが、呼び出しの絶えない同期たちや何かと挑発してくる土方に手を焼かされることになるものの、前者は各々の呼び出しの回数および理由を分析して対策を練ることにより、呼び出しの回数を減らすことに成功して切り抜けている。後者は土方に坂木を侮辱されたため挑発にのってしまい坂木から託された小付の立場を賭けの対象にしてしまうという短慮な行動にも出てしまったが感情的な判断は間違いを生むということを学び、さらに秋期定期訓練の際に取っ組み合いになりながらも土方を諭すことには成功している。
自衛隊音楽まつりの後に乙女と一緒に食事へ行く約束をした際は、前述の乙女に対する感情も重なり約束に気を取られてしまうどころか乙女から告白されることまで想定してしまう。これによって防大内では不自然な行動を見せてしまい、外出先でも防大生がいるという自覚を失い警戒を怠ったことで内恋疑惑騒動に発展。岩崎たち117号室の先輩たちからは失望され、坂木からは激しい叱責を受けることになった。
アカシア会主催のクリスマスダンスパーティーでは、常代を含めた女性15人に参加を呼び掛けたため「士官学校の人間が誘った女性の前でダンスが出来ないなんて許されない」という坂木の命令で参加することになり、ダンスの練習のかいもあって当日は美月とのダンスを披露し、審査員の満場一致でトップを受賞した。招待した常代を疎かにして悲しませたことを武井と乙女に叱責されつつ後を追ったところ常代にキスされて想いを打ち明けられる。後日それが原因で気が緩み鍵付き事故を起こしそうになったことを土方に厳しく叱責された際は素直に謝っている。常代の告白に対しては中期終了後帰省時に防大での生活に差し障りが出ることを理由にずっと想っていてくれたことに対しては謝意を述べているが関係の進展を一旦断っている。
当初は希望する要員を決めておらず、秋期定期訓練終了後に希望を出すことになった際には心の中での目標となっていた坂木の存在を理由に航空要員を第1希望に志望するも、結果的には第2希望の海上要員に配属された。後に千葉に海上要員になった理由を質問した際に、自身の性格や1学年時の行動から、海上要員に必要な適正の高さを評価されたことを知り納得した。
2学年からは新入生の小島の対番を務めることになった。また、松原とシンチャイと同じ下宿を借りることになった。進級後は、下級生の間では指導が厳しく、表情も硬いことから小島以外の下級生からは恐れられている。
2学年時は前期の勤務目標を「一意奮闘」と定め儀杖隊に集中して取り組むが、駐屯地での創立記念式典でのファンシードリル展示中に銃を誤って折損する失態を犯す。この際に始末書の提出と腕立て1000回の処分が下されるが、儀杖隊隊長の清川からM-1ガーランドのモデルガンを譲り受け、かつ清川や伊牟田ら120号室の面々からの励ましを受け、立ち直った。中期では勤務目標を「不抜之志」と定め、前期の失敗を改善していく決意を固めるが、その矢先に儀仗隊の練習中に手指を骨折（PIP関節脱臼骨折）、全治2か月の診断が下される。以降、仲間たちに支えられながらも、儀仗隊の練習に参加できなくなった穴を埋めるため、開校記念祭に向けてアカシア会や軍事歴史研究部、演劇祭、Mr.BOUDAI国防男子コンテストへの協力を要請されることになる。Mr.BOUDAI国防男子コンテストは、フューチャールーキー賞を獲得した。自衛隊音楽まつりでは、前述の怪我が完治したばかりということもあり出演の予定が無かったが、急性虫膵炎を発症した八木の代わりとして出演することになった。
2学年中期終盤で、千葉教官から後期の小隊学生長付に任命され、さらに海外留学も打診された。また、中期終了後の12月30日には、松井と月島で再会しプロポーズする。正式に恋人関係となった。
3学年にて前期学生長付となったが、前期学生隊幕僚1係の井神石美に「周りの影響でかりそめの夢を作り上げた」と断言され、苦悩することになる。その後は同期の支えにより克服した。

沖田 蒼司（おきた そうじ）
1学年→2学年で、1学年時は第1大隊第1中隊第3小隊113小隊所属。1学年時の前期は近藤と同じ115号室。中期は山並、後期は土方と同室。2学年時は第1大隊第1中隊第2小隊112小隊に配属されている。3学年時は第1大隊第4中隊第1小隊141小隊に配属された。
8月20日生まれ。O型。182センチメートル / 68キログラム。東京都港区出身。私立麻布西高校卒業。
名前のモデルは沖田総司。
父親が海上自衛隊の海将補で、自分も同じように自衛官として役立ちたいと考えている。可愛らしい容姿と温厚な性格をしており、近藤のことを一方的に親友だと思っている。しかし、要領の悪さから入校式の終了後に上級生たちから目を付けられている。また、自分たちが原因で近藤がメンタルブレイク寸前に陥っているのを原田に指摘されるまで全く気づいていなかったり、勤労感謝の日で4学年に散々理不尽な命令を出して怒りを買われていたのに全く気付いていなかったりと危機感が欠落しているところがある。毎日の生活がおぼつかず、115号室の仲間に助けられてばかりいることに引け目を感じながらも、身近な目標である近藤に追いつこうと日々奮闘している。中期では先輩達の指導による呼び出しが最も多く、小付を務める近藤からも一度は怒鳴られてしまった。一方でフランス語をはじめとする外国語が得意で、座学では中期終了日に公開されたテストで学年4位の成績を収める。秋期定期訓練の射撃の訓練の成績も土方に次ぐ高成績を叩き出し、他の同期を驚かせた。女性には好感を抱かれ易いタイプらしく、松平の指令外出「写メ100人斬り」（ナンパ）も近藤と共にやり遂げた。また、父親に仕込まれたヨットや坂木のモノマネも得意としている。1年次の中期終了のころには休日に近藤達と一緒に遊びに行くことも少なくなっていたがその間に坂木や上対番に指導を乞い呼び出しが激減している。
一方、大飯ぐらいでご飯を食べているときが最高の幸せと考えている。家族構成は両親と姉。高校時代は父親の勧めで入部したアメリカンフットボール部の控え選手で、校友会は紆余曲折を経て坂木によって彼の所属する剣道部に入部させられたが、結果的にこれが、沖田が大きく成長するきっかけにもなった。
2学年に進級後は自身の1年次の苦い経験や元々の温和な性格もあり、下級生には他の上級生に指導された事項を親身に改善させることから仏のような先輩と慕われている。開校記念祭では棒倒しでメインで活躍し、決勝で敗北後は総長の後押しもあり棒倒し本部に参加することになり、さらに棒倒し参謀局の総長付となった。
3学年時は後期中隊長付となる予定。

山並 啓助（やまなみ けいすけ）
1学年→2学年で1学年時は第1大隊第1中隊第3小隊113小隊所属。1学年の中期は沖田と同部屋で、後期は近藤と同じ119号室。2学年時は第1大隊第1中隊第1小隊111小隊に、3学年時は第1大隊第2中隊第2小隊122小隊に配属されている。特技は高校時代の教師に薦められて始めた少林寺拳法で、校友会も少林寺拳法部に所属している。東京都出身。
名前のモデルは山南敬助。
中期で同部屋になった沖田は彼を苦手としていたが、これは沖田が山並からのフォローを受けたお礼として彼のプレスを手伝おうとしたところ失敗してしまい、結果として山並が上級生から叱責を受けるハメになった事に端を発する。山並からお礼を言われたが、沖田はそれを皮肉と勘違いしていた。その後、そのお礼は山並の本心であることが分かり、和解した。
近藤からは影が薄く、極端に大人しい性格で、何を考えているのか分からないという印象を持たれていた。山並の校友会の先輩にあたる大久保に彼の人となりを訪ねた際、大久保は「さりげないフォローができる」「優秀」と高く評価していることを近藤に告げた。
近藤のことは他人からのフォローを期待していないという理由で快く思っていないながらも、苦しんでいる近藤に対して目立たないところでさりげなく助けていた。同時に自分とタイプの異なる近藤を羨ましく感じ、また評価もしていた。
近藤が自らを反省してからは関係が改善した。卒業式では坂木の車椅子の移動と着替えの手伝いを担当していたが、終盤でその役目を近藤に譲っている。2学年進級後も同中隊・同要員として行動をともにすることが多く、同期から一目置かれている近藤に対しても時に苦言を呈しながら、さりげなくフォローを入れている。
高校時代の同級生の伊東の考えについて気にしており、2学年次の夏休みには、東堂と共に近藤の実家を訪れ、伊東の真意について近藤に伝えている。
2学年中期では、開校記念祭で様々な要請を受けることになった近藤のパフォーマンス維持のため、近藤の代わりにビブリオバトルに出ることになった。
家族は実家に母親がいる。

太田 美由紀（おおた みゆき）
近藤が2学年の時に防大に入校し、第1大隊第1中隊第1小隊111小隊に配属された新1学年の女学。海上要員志望。大阪府出身。浪空高校卒業。部屋は大浦と同室。対番は沼尻。家族に妹がいる。
名前のモデルは近藤勇の愛妾であった深雪太夫。
乙女の勧誘を受けて、儀仗隊の新入部員となった。外見はボーイッシュで、近藤と同じ闇のオーラを纏っているが、これは空手の試合の時と同じくらい強い気持ちで向き合っているためである。
高校時代は空手道部の組手の選手で高校三冠という経歴を持ち、多くの大学から空手でスカウトが来たが、女性自衛官が艦長になったニュースを見て、その艦長に憧れて、さらに空手で培った力を活かそうと考え、スカウトを全て断り防大に入校した。防大でも空手道部に入部しなかったため、空手道部の島田がそれを嘆いていた上、上対番の沼尻も上級生に怒られている。
近藤に対しては、毎朝の乾布摩擦の時に近藤とのべ20日間向き合っていたため、そんな近藤の姿を見て、「将来、人を助けると言う目標の前では男だの女だの気にしている場合ではない」と考える様になり、それまで「男には負けない」というモットーも吹き飛んだという。以来名前の尊敬し、彼の下で自分の力を発揮出来たらどんなに良いだろうと考える様になった。
夏季定期訓練の遠泳では、近藤に指導してもらおうと考えていたが、近藤の訓練のスケジュール的に余裕がない事もあり、代わりに乙女に指導してもらうことになった。その後、近藤に惚れた様な素振りも見せるようになり、遠泳の時も近藤からの応援を力に頑張っていたが、それを見ていた永井に指摘され、彼女から「応援を欲している様ではリーダーになれない」と指導された。後期で近藤が常代と恋愛関係になったと知った際は、涙を流していた。
彼女と同様に近藤に憧れている小島とは、仲が悪い。
1学年中期終盤で、近藤と同様後期の小隊学生長付に任命された。また、1学年末期で当初の希望通り海上要員に任命された。

柴田 彦郎（しばた ひころう）
2学年で第1大隊第1中隊第3小隊113小隊所属。東京都三鷹市「」。二鷹高校卒業。
名前のモデルは柴田彦三郎。
校友会はフィールドホッケー部で、2学年時からは紅太鼓同好会にも掛け持ちで参加している。2学年中期で近藤と同じ122号室となった。
祖父が防大設立前に自衛官を務めていた人物で、祖父の願いを叶えるために防大に入校した。

谷 一郎（たに いちろう）
1学年→2学年で1学年時は第1大隊第1中隊第3小隊113小隊、2学年時は第3大隊第3中隊第4小隊334小隊所属。
名前のモデルは谷三十郎。
当初は陸上要員を希望していた 。校友会は水泳部。家族は両親と2人の弟がいる。
小学生のころから銃や戦車、ミリタリー映画に興味を持っていて、それが防大へ入校する動機になっている。
沖田ほどではないがミスが多く、ミーティングで近藤にロッカーの管理、机上の整理、欠礼のミスがあることが指摘されている。また、2学年時はカッター競技会の後に気が抜けたために、上級生にも下級生にも慕われなくなり、彼が対番である1学年も彼に相談せず退校手続きを取るなど、防大生としての自覚が欠如している節が見られる。2年時の夏季定期訓練では乗艦実習の際にひどい船酔いに襲われ、その最中で食堂で木札を反し忘れるミスを犯してしまい、合わせて日頃の態度から同じ大隊の伊東からも伸びしろがない、関わるのは時間の無駄だと間接的に告げられるが、なお自身を擁護する近藤の言葉を受け行動を改め始めた。
1学年の前期では土方とルームメイトで、彼を恐れている描写があるが、秋期定期訓練では東堂を切り捨てようとする土方に反抗している。
1学年の中期では坂木や松岡と同じ111号室。後期では東堂と同部屋で、最終日に抱き合って喜ぶ姿があった。

永倉 新司（ながくら しんじ）
1学年→2学年で1学年の時は第1大隊第1中隊第3小隊113小隊、2学年時は第2大隊第2中隊第1小隊221小隊所属。校友会は短艇委員会。
名前のモデルは長倉新八。
逞しい顔つきが特徴の近藤の同期。1学年の中期は原田とルームメイト。近藤が開いたミーティングで呼び出しの多い原田のサポートを要請されて快諾したり、テスト前には校友会で自習する時間が取れない原田に寺子屋で自分のノートを見せた。また２学年の夏季定期訓練では、谷に対して見下した発言をした山尾を窘めるなど、仲間に真摯な人柄がうかがえる。

服部 武士（はっとり たけし）
近藤と同期の2学年で、第1大隊第1中隊113小隊所属。2学年後期では近藤と同部屋となる。
名前のモデルは服部武雄。
2学年時の夏季定期訓練の際に着用する帽子をデザインした。

伊東 天志（いとう たかし）
近藤と同期の2学年で、第3大隊第1中隊第1中隊311小隊所属。校友会は東堂と同じパラシュート部。
名前のモデルは伊東甲子太郎。
家族は現時点で母親の誠子の存在が判明している。また、彼女がいる。東京都出身。
東京大学にも合格出来る学力を持っており、防大には首席で入校している。1学年中期終了直前のテストの成績は近藤、土方に次ぐ学年3位である他、体力面でもフィジカルバッジを貰うほど優秀であるなど、文武両道である。また、1学年中期の時は小隊学生長付も経験している。
近藤と同様、両親の経済的負担を回避するため、防大に入校した経緯を持つが、伊東の場合は母親が心的外傷を負って仕事を辞め貯金でやりくりせざるを得なくなったという事情から、母親を守るため、そして努力した人が報われる世の中になれるようにするため、防大への道を選んでいる。
防大生としては人望が厚く、同期からも慕われていて、同じ校友会の東堂とも仲が良い。また、学年成績1位かつ同じ要員である近藤に興味を持っている節がある。
「マーシャルマザーズ」という大学生のグループを主催しており、休日には他大学の生徒と交流するなど、交友関係も校内外問わず広い。学ぶことを楽しんでいる他、指導方法も、サーバントリーダーのやり方を取り入れている。会話についても、レトリック（修辞法）を使いこなせており、常に他人を評価している。
前述の家庭の事情の経験を受けていることから、努力した人間が評価されるべきという考えを持っており、夏季定期訓練での谷の様子を見て、彼を「自分の力で努力出来ない」と評した上で、上に行ける器じゃないと考えている。
また、山並とは高校時代の同級生でもあり、高校時代は山並と同じ少林寺拳法部に所属していた。
2学年中期では、先輩の大石と共に国防男子コンテストの企画担当者となる（企画側のほうが楽しいという理由であるため、コンテストへのエントリーはしていない）。また、第3太隊が勝利することよりも防大全体を盛り上げることを目指している。
3学年前期時に近藤と同じ学生隊候補となった。

平野（ひらの）
近藤と同期の2学年で、第2大隊第2中隊第2小隊222小隊所属。夏季定期訓練でチームβになった。

今井（いまい）
近藤と同期の2学年で、第2大隊第2中隊第2小隊222小隊所属。夏季定期訓練でチームβになった。

篠原（しのはら）
近藤と同期の2学年で、第3大隊第1中隊第1小隊311小隊所属。
名前のモデルは篠原泰之進。
夏季定期訓練でチームβになった。フィジカルバッジ所持者でもある。マーシャルマザーズにも参加している。

加藤（かとう）
近藤と同期の2学年で、第3大隊第1中隊第1小隊311小隊所属。
夏季定期訓練でチームβになった。フィジカルバッジ所持者でもある。マーシャルマザーズにも参加している。

山尾 庸介（やまお ようすけ）
近藤と同期の2学年で、第4大隊第3中隊第1小隊431小隊所属。
名前のモデルは山尾庸三。
公友会はウエイトリフティング部でTSOにも参加している。
夏季定期訓練でチームβになった。成績下位の沖田と谷が同じチームにいることを快く思っていないが、近藤と伊東の存在により相殺されるとして、我慢している。
夏季定期訓練を経て近藤のことは気に入ったようで「大将」と呼んでおり、乗艦実習後の打ち上げで、女子相手に調子づいて近藤をこき下ろした谷の態度に憤慨して、真摯に叱ったり、夏季休暇の際に坂木が主催したキャンプにも参加している。
23巻では「用造（ようぞう）」と表記されているが、28巻の巻末プロフィールで「庸介」に変更されている。

野村 吉七（のむら きちしち）
近藤と同期の2学年で、第4大隊第3中隊第1小隊431小隊所属。
公友会はウエイトリフティング部でTSOにも参加している。
「筋肉の大漁盛り」と自称するほどのマッチョ体形である。
23巻では「勝（まさる）」と表記されているが、28巻の巻末プロフィールで「吉七」に変更されている。

井上（いのうえ）
近藤と同期の2学年で、第4大隊第3中隊第3小隊433小隊所属。夏季定期訓練でチームβになった。

馬越 三治（まごし さんじ）
2学年→3学年で、第1大隊第1中隊第3小隊113小隊所属。2学年前期は谷、土方と同部屋で、後期は沖田、土方と同部屋。3学年前期は近藤と同部屋の120号室。校友会は儀仗隊。
名前のモデルは馬越三郎。
夏休みの合宿時は宿舎で近藤と共に行動することが多かった。坂木を恐れている様子。中期に沖田を指導のため呼び出した際には、小付として沖田と共に来た近藤の憔悴しきった顔を見て、指導しながら近藤の心身を案じていた。
草間 一彗（くさま かずえ）
2学年→3学年で、第1大隊第1中隊第3小隊113小隊所属。2学年の後期は近藤と同じ119号室。校友会はボクシング部。
名前のモデルは日下部遠江。

鈴木 美喜夫（すずき みきお）
2学年→3学年で、第1大隊第1中隊第3小隊113小隊所属。2学年の後期は近藤と同じ119号室。校友会はパラシュート部。
名前のモデルは鈴木三樹三郎。

水野 弥生（みずの やよい）
近藤が2学年の時の3学年で、第3大隊所属。校友会は柔道部。
名前のモデルは水野弥太郎。
中期の開校記念祭では、国防男子コンテストに出場した。

#### 陸上要員
原田 忠（はらだ ただし）
1学年→2学年で、1学年時は第1大隊第1中隊第3小隊113小隊所属。1学年の前期は近藤と同じ115号室。中期は永倉、後期は武井と同室。2学年時は第2大隊第2中隊第1小隊221小隊に配属されている。
7月6日生まれ。A型。185センチメートル / 81キログラム。愛媛県今治市出身。県立今治第二高校卒業。家族に弟がいる。
名前のモデルは原田左之助（諱忠一）。
高校時代は野球に打ち込んでいた。将来は自衛隊海外派遣に参加し、世界各国の人々に貢献したいと考えている。
勉強を除く大抵のことはそつなくこなす一方で、慢心から授業中に銃の部品を紛失する騒ぎを起こす。さらにミスが続いたことから思い詰めて脱柵騒ぎを起こすも、近藤に諭されて防大に留まる。その経緯から近藤のことを「唯一無二の友人」「親友」と評しており、全幅の信頼を寄せている。2学年に進級して所属大隊が替わった後も、その絆は変わらず、プライベートで行動を共にすることも多い。
校友会は、一から自分を鍛えなおしたいという考えから、應援團リーダー部に入部した。中期の最中、合コンで知り合った安田と意気投合し、頻繁に連絡を取っていたらしくアカシア会主催のクリスマスダンスパーティー直前に想いを告げて、恋人関係となっている。近藤と乙女の内恋騒動まで二人が付き合っていると思い込んで、近藤の恋を一方的に応援していた。車の運転もできる。

武井 寅明（たけい ともあき）
1学年→2学年で、第1大隊第1中隊第3小隊113小隊所属。1学年の前期は近藤と同じ115号室。中期は106号室。後期は原田と同室。2学年次からは湯沢の対番を担当。
6月22日生まれ。A型。163センチメートル / 56キログラム。島根県出雲市出身。東京の開政高校中退後に県立出雲北高校卒業。校友会は水泳部。
名前のモデルは武田観柳斎。
入校前から防大の事情を熟知している様子で、国防に対する意識も高い。元々は東京大学に進学して防衛省の官僚になる道も考えていたが、亡き祖父の遺志を継いで幹部自衛官になることを目指している。また、頭脳の優秀さから地元の友達からは「武ちゃん」と呼ばれ慕われているが、本心では成績優秀にも関わらず女性からモテないことに強いコンプレックスを抱えており、防大に進学した真の理由もモテるためだった。
同期同部屋の1学年を競争相手とみなして交わろうとせず、冷ややかな言葉を投げかけていたが、休養日に帰校遅延の服務規程違反を犯したことから、中隊の全学年に罰が課されるという「地獄週間（ヘルウィーク）」に巻き込む。「モテる奴らに謝りたくない」という屈折した感情から頑なに謝罪を拒み、周囲の反感を買うも、近藤に裏の事情を暴露されあえなく陥落。その後は謝罪し、打ち解けるようになる。中期には平山が退校を考えているという事実が発覚した時も「あの辛かった前期の地獄を一緒に乗り越えた仲間を、そう簡単に見捨てられるか」と情に厚い一面も見せた。近藤を今後も利用する目的もあったものの、近藤たちとの小さな部屋会を開いたと説明して近藤の内恋疑惑を解いている。さらに上級生から呼び出しがないことが描写されており、近藤も舌を巻いている。土方も彼が優秀であることは認めているが、女性にモテようとする行為は時間の無駄だと評している。中期終了日に発表されたテストの成績は学年5位。
その一方で、近藤が幼馴染の常代や同期の乙女と仲が良いことを妬んでおり、中期では常代を騙して彼女から近藤へのメッセージを彼に届かないように仕組んでいた。さらに「君がもてるわけない」と言われた土方のことも恨んでいる。
モテる男を嫌うのは、過去にクラスメイトの佐々木が自分を差し置いて女子にモテていたという苦い経験を持っているためであった。棒倒しで四大隊との対決の最中窮地に陥る近藤を「常代と乙女を二股かけているごくつぶしすけこまし小付」と僻みを露わにして見捨てそうになったが「同じ学年で同じ学力で同じ努力なら顔がいい奴に日が当たるのは当然」「お前以上に足掻いていつか絶対お前よりモテる」と近藤を救って勝利に貢献する。それ以降も女性と仲が良い近藤を妬む態度こそ変わっていないものの、一途に恋する女性の恋路を守るため、事実上近藤と松井の関係を見守っている。
2学年時の開校記念祭では、カッター展示を担当したほか、国防男子コンテストでは、過去の仕返しを含めて近藤の過去の情報を永井に提供していた。また、坂木、乙女、坂木の父の3人が談話しているところを目撃したことで、これ以降坂木と乙女の関係を疑うようになった。
3学年時は前期小隊長付となった。

土方 俊明 (ひじかた としあき）
1学年→2学年で、1学年時は第1大隊第1中隊第3小隊113小隊所属。1学年の中期は近藤と同じ117号室。後期は沖田と同室で1学年の小隊学生長付。2学年時は第1大隊第1中隊第1小隊111小隊に配属されている。校友会はアメリカンフットボール部。普段掛けている眼鏡は、入校時までは掛けていなかった。
5月5日生まれ。AB型。174センチメートル/70キログラム。東京都日野市出身。都立二至高校卒業。
名前のモデルは土方歳三。
前期の部屋長からは優秀だと評され、校友会でも活躍をしており周囲からの評価は高い。1学年中期終了直前のテストの成績は近藤に次ぐ学年2位。同期の女学からも密かに人気があるが、恋愛に関しては内恋も含めて否定的である。その一方で応援されるとプレッシャーにより実力を発揮できない欠点もある。
中期の1学年の113小隊の学生長付の座を狙っていたが坂木の推薦により中期は近藤が小隊学生長付に任命されたため、彼のサポート役となる。能力至上主義、なおかつ自分が113小隊の1学年で最も優秀であるという自負から、小付に選ばれた近藤に対して坂木を侮辱する形で挑発し、わざと近藤をサポートせずにメンブレに追い詰めて小付を辞退させようとしていた。呼び出しの多い沖田には近藤の力になりたいなら防大を辞めるように告げ、夏季休暇の間に世間とのギャップに意欲の落ちた平山には「世間を理由に学生舎生活から逃げ出したいと考えるような奴は、いずれ周囲のお荷物になる」という考えから、相談に応じつつも防大を退校するように勧めていた。
失敗を重ねる同期に対してすぐ「退校しろ」などとなじる独り善がりな点は、医師を志していた10歳年上の兄である為治が、東京大学理科Ⅲ類の受験に9浪の後に失敗した結果、精神を病んで引きこもり状態に陥った事に伴い、家庭が崩壊してしまった経験から、「無駄な努力は身を滅ぼす」という考えを持つ様になったことに起因している。だが、秋期定期訓練の地図判読の際に怪我を隠して歩けなくなった東堂をなじるのを見かねた谷から平山を退校に追い込んだ件を含め「同期を売るようなことはよせ！人を自分の物差しでばかりはかるな！」と痛烈な批判を浴びた。近藤とは能力至上主義となった背景である自身の家庭の事情などを腹を割って話し合い、家族の心情に向き合わず逃げて防大に入校しているという事実を指摘され、さらに同期を上から目線でなじるところは「皆学んでいる。人は学べば変われる」と取っ組み合いになりながら諭された。以降は、腹に一物抱えた態度が、真正面からいがみ合うと仲の悪さの様子が変化し、またコント大会や開校記念祭での経験を通じて、徐々に軟化の兆しを見せている。また、開校記念祭の後に乙女や常代を案じるばかりに気が緩んだ近藤に対しミスを指摘し、本気で面と向き合って叱責する、無理に訓練を続けようとする沖田に対して自己管理を徹底するようアドバイスするなど、仲間思いの面も見せるようになった。中期終了後も前述の理由で家族の元には帰らずにいたが、正月時に桂木に会いに近藤の家を訪れている。その際近藤が賄ったカツ丼を美味いと評しており、後期開始時はそれを理由に飲食業への転職を近藤に薦めた。後期終了後にも、要員配置で近藤が海上要員に配属されたことを気にかけて再び近藤食堂を訪れており、同じタイミングで訪れた沖田と近藤にカッター競技会のための準備を怠るなと激励しに来ていた。
1学年後期で同部屋であった沖田に対しては当初きつく接していたが、後に彼の努力と成長を認めるに至った。2学年時の開校祭棒倒しでは、沖田に期待する旨の激励を贈り、敗戦後に涙を流す沖田に声を掛けようとする近藤を制する配慮を見せた。
2学年進級後のカッター競技会では中隊の艇長となり、近藤達を厳しく鍛える。なお、号令時にクルー長の芹澤が流すアニメソングに対しては、非常に苦手としている模様。チームメイトに厳し過ぎる訓練をさせた挙句正岡に「カッターは楽勝」と発言し、それがきっかけでチームメイトや芹澤から失望されるが、それを見た近藤の助け舟で連絡を受けた大久保からのアドバイスを受け「サーバントリーダー」（負けないためのリーダー）に方針転換した。カッター競技会終了後の11クルー2学年のみの打ち上げでは折り合いの悪かった武井やタナラットとも打ち解けている。後期のスキー訓練では官品スキー訓練を実践したいという希望と初級の近藤と一緒に訓練したくないという理由で上級の分隊に入ったが、スキーそのものが苦手であったことが判明したため、すぐに初級の分隊に合流させられた。このスキー訓練中に夢に対する考えから近藤と衝突するが、その後は和解し、お互い軽口を叩き合いながらも平穏な関係となった。
3学年前期時に近藤と同じ学生隊候補となった。

小島 シカオ（こじま シカオ）
近藤が2学年の時に防大に入校し、第1大隊第1中隊第2小隊112小隊に配属された新1学年。部屋は101号室。2学年時は第4大隊第3中隊第1小隊431小隊に配属された。東京都日野市出身。東京都立日野第二高等学校卒業で、高校時代は野球部の主将を務めていて、校友会も硬式野球部に入部した。対番は近藤。
名前のモデルは小島鹿之助。
主将として野球部のメンバーを纏められなかった結果、高校3年の時に野球部を甲子園に出場させることが出来なかった辛い経験から、本物のリーダーになるべく防大への入校を決意したという経緯がある。その防大に入校する決心をした時にに棒倒しで活躍した近藤の動画を見てそれに感銘して以降、近藤に強い憧れを抱いている。故に、スマートフォンの待ち受け画面も近藤が優勝コメントしているシーンをスクリーンショットしたものである。太田とは、同じ近藤に憧れる者同士ということもあり、仲が悪い。
1学年時の夏期定期訓練の富士登山では、班長を務めた。また、開校記念祭の棒倒しでは特攻に選ばれている。
1学年末期で第一希望通り陸上要員に任命された。また、応用物理学科にも所属している。

斉藤 一史（さいとう かずし）
近藤と同期の2学年で、1学年時は第4大隊所属、2学年時は第1大隊第1中隊第3小隊113小隊所属。2学年前期は近藤と同室の120号室。校友会は儀仗隊に所属で、近藤とは進級以前から交流がある。東京都出身。
名前のモデルは斎藤一。
120号室に儀仗隊のメンバーが3人もいることから学生隊の部屋割り編成に疑問を呈している。カッター内での土方の指導方針に反発の姿勢を見せていたが、土方が指導方針を変えた後はある程度理解を示すようになった。服のセンスが悪く、カッター競技会終了後の11クルー2学年のみの打ち上げでは8万円で購入したという奇抜な服装で参加している。
3学年時は後期小隊長付となる予定。

タナラット
近藤が2学年の時に同じ第1大隊所属となったタイ王国からの留学生。カッターの訓練の方針をめぐり土方と対立し、代わりに艇長になることを目指し艇長の役目を勉強していたが、それがカッター本番で負傷した斉藤に代わり土方が漕ぎ手になった際に、役立つことになった。

早乙女 一馬（さおとめ かずま）
近藤と同期の1学年で、第1大隊第1中隊第1小隊111小隊所属。航空要員希望であったが、陸上要員に配属されたため、落胆のあまり泣いていたところを、松原やシンチャイらに励まされていた。

沼尻 こみこ（ぬまじり こみこ）
近藤と同期の2学年の女学で、第1大隊第1中隊第1小隊111小隊所属。校友会は空手道部。
名前のモデルは沼尻小文吾。
太田の対番を務めている。また、沖田と同様大食いでもある。
元々は、小さいころにナイチンゲールに憧れていたため、防衛医科大学校看護学科を志望していたが、運動好きで命を守る点は同じだということから、防大に入校した。

松平 容介（まつひら ようすけ）
2学年→3学年。2学年の時は第1大隊第1中隊111小隊所属。2学年の前期の部屋は106号室であった。
名前のモデルは松平容保。
近藤の上対番を務める。気さくかつ気前の良い性格で、生真面目な近藤の人柄を見込んで、良き相談相手となる。その一方で近藤を女子部屋の覗きに誘う。また、伊井や長野いわく、1学年のころからよく防大で私語や言えない理由でのヘルウィーク、競馬・競艇・競輪に行くなどの問題を起こして多くの上級生から目を付けられたり謹慎させられていたとのこと。FPSが好き。
校友会は可愛い女子が多いという理由でバドミントン部に所属し、2学年以降は自動車同好会（自動車部）にも掛け持ちで所属しているが、應援團には苦い思い出があるらしく、相談に訪れた原田に思い直すように説く。
夏休み中にクラブで出会った彼女がいたが、秋季定期訓練直前に振られている。また、覗きなどの問題行動やマナーの悪さが理由でアカシア会のメンバーには入れなかった。

松原 竜二（まつはら りゅうじ）
2学年→3学年。第1大隊第1中隊第3小隊113小隊所属。3学年では中隊学生長付。4学年時は第1大隊第4中隊第1小隊141小隊に配属された。1学年時は航空要員希望であった。校友会は銃剣道部。大阪府出身で、神戸市に祖父が住んでいる。
名前のモデルは松原忠司。
2学年の中期は近藤と同じ117号室のルームメイト。前期定期試験において、ノートのコピーを渡す代わりに消耗品を得ようとする近藤を指導する厳格さがある一方、小付に任命され呼び出しが増えて自分のことが疎かになる近藤の精神状態に配慮して指導を切り上げる面もある。先輩の柳田曰く、1学年時は靴磨きが苦手で、カッター時のかせ巻きも苦手であったという。
生活態度に難のある松平に苦言を呈する場面もあるが、同期思いである点は評価している。
コントには拘りがあるとのこと。
3学年からは近藤と同じ下宿のルームメイトとなった。私服を集めるのが趣味で近藤の見立てではセンスも良い。4学年前期では14中隊長となった。

シンチャイ
2学年→3学年。第1大隊第1中隊第3小隊113小隊所属。校友会はフィールドホッケー部で、タイ文化研究会にも掛け持ちで所属している。
2学年の中期は近藤と同じ117号室のルームメイト。3学年の中期でも近藤と同じ122号室のルームメイトとなった。タイ王国からの留学生で、実家は王族と思わせる裕福な家である。気さくな性格だが、怒ると怖い。
3学年からは近藤と同じ下宿のルームメイトとなった。

滋野 寿史（しげの ひさし）
近藤が2学年の時の3学年で、第2大隊第4中隊第1小隊241小隊所属。学科は公共政策学科。校友会はダイビング同好会。
名前のモデルは滋野井公寿。
太宰治を尊敬している。中期の開校記念祭では、国防男子コンテストに出場した。

佐藤 俊彦（さとう としひこ）
近藤が2学年の時に防大に入校し、第1大隊第1中隊第3小隊113小隊に配属され、近藤と同室の120号室となった新1学年。東京都出身。
名前のモデルは佐藤彦五郎。
対番は沖田。デキっ子だが、沖田のことを「的確に指導してくれて感謝しかない。一からキチンと教えていただいている」と慕っている。校友会も沖田と同様に、剣道部へ入部した。
1学年終了時に、陸上要員に配属された。

佐野 蔵介（さの くらすけ）
近藤が3学年時の2学年で、近藤と同じ301号室となった。陸上要因。校友会はバスケットボール部。
防大へは自衛官の報道を見たのをきっかけに入校した。

阿比留 栄三郎（あびる えいざぶろう）
近藤が3学年時の2学年で、2学年前期に近藤と同じ301号室となった。陸上要員。校友会はグライダー部。
高校時代の先輩に防大生がいる。

山田 幹司（やまだ かんじ）
近藤の同期。13中隊所属。陸上要員。

#### 航空要員
岡上 乙女（おかがみ おとめ）
1学年→2学年の女学で、1学年の時は第1大隊第1中隊第2小隊112小隊所属。1学年の前期の部屋は118号室であった。2学年時は第1大隊第1中隊第3小隊113小隊所属。P適正がある。普段は敬語口調で喋ることが多いが、兄との会話や独り言等では高知弁で喋る。
名前のモデルは坂本乙女。
1月1日生まれ。A型。162センチメートル/49キログラム。高知県高知市出身。私立土佐筆山高校卒業。
学内では美少女との評判。高校時代はなぎなたで全国優勝した経験があり、女子部屋の覗きに入った松平と近藤を追いかけまわした。防大になぎなた部はなく、もともと試合競技よりも演武や型を好んでいたことから、校友会は儀仗隊に入部した。水泳も得意であり、夏季定期訓練の遠泳では組長を務め、近藤のカナヅチもマンツーマンの特訓により克服させた他、太田の遠泳の特訓に付き合うと名乗り出ている。
坂木とは兄妹で、両親が離婚したため違う苗字となっているが、その後も頻繁に連絡を取り合っている。しかし秋期定期訓練終了後は一時期スランプで坂木から指導の呼び出しを受ける日々が続き一時メンブレ寸前に陥った。兄との接点でもある近藤を「近藤学生」と呼び、彼に対してはきつい物言いをすることもあるが比較的仲は良く、「兄には恥をかかせられない」という考えから彼に協力している。他の学生たちや高杉にも近藤と親しいことは知られ、付き合っているのではないかと思っている者もいる。2人は当初それを否定していたが、乙女は音楽祭の後に近藤に進路の相談をした後に、否定しつつも顔を赤らめている描写が見られるようになった。近藤達が合コンを行っていた店で近藤と遭遇してしまい、現場の写真を押さえ「合コン小付」と名付けこの件に関しては冷やかな視線を向けていたが、これは兄の坂木に見込まれている近藤に合コンを慎んで欲しいが故の言動で、本心では軽蔑したくないと思っている。開校記念祭では常代と初対面しており、常代を「ごっつう可愛かった」と評している。後にアカシア会主催のクリスマスダンパで常代と近藤が親し気な様子を見せた際にはあからさまな動揺を見せている上、クリスマスのプレゼント交換会ではプレゼントに用意したものとは別枠で購入した手袋を近藤にプレゼントする、後期開始直後に近藤が常代の告白を断ったことを原田と話していたところを立ち聞きした際には機嫌を良くして近藤に声を掛けたり、バレンタインデーにはこっそり高級チョコを近藤に贈るなど、徐々に近藤に対して抱いている感情にも変化が見えてきている。近藤にバレンタインのお礼に焼肉屋に連れていかれた時には常代との関係の進展について悩んでいることを告げられならば自分と交際してはどうかと提案してしまい近藤を困惑させた。
防大に入校したのも、元々は兄の坂木を追いかけて入校したため、将来の目標が無く一時は防大を辞めようとも考えたこともあるが、近藤に論されて再び防大で頑張ることになった。
2学年からは新入生の大浦の対番を務めることになった。また、カッターでは艇指揮を担当することになった。また、前期終了後は坂木がパイロットの夢を辞退したのを受けて、兄に代わりパイロットになるという目標を持つことになった。以降はパイロットになるために必要なTOEICの700点を目指して、坂木とのワンツーマンで勉強に励んでいる。また、フランスのサロン＝ド＝プロヴァンスへの留学を目指すため、フランス語を勉強中である。また、付き合っている噂があった近藤が常代と正式に恋人関係になった影響で、後期には上級生を含めた何人かの男子学生から告白されることが多くなっている。
3学年時は前期中隊長付となった。

東堂 進（とうどう すすむ）
1学年→2学年で、1学年時は第1大隊第1中隊第3小隊113小隊所属。1学年の前期は近藤と同じ115号室。2学年時は第3大隊第1中隊第2小隊312小隊所属。
11月18日生まれ。A型。176センチメートル/64キログラム。東京都文京区出身。都立竹速高校卒業。
名前のモデルは藤堂平助。
着校しなかった学生のための人数調整により、平山とともに遅れて115号室に入った。
高校時代からギターに打ち込んでいる。校友会も当初は軽音楽部を希望していたが防大では運動部への参加が必須であるため、対番の先輩と同じパラシュート部に入部した。
秋期定期訓練では右足を負傷し、これがきっかけで土方から平山と同様に退校を促されたが、谷が庇ったことで乗り切っている。
2学年時は伊東に不用意に近藤のことを伝えてしまったため、夏休みに山並と共に近藤の実家を訪れ、近藤に謝罪した。中期では念願の軽音楽部へ掛け持ちで所属することになったが、活動がハードロック系では無かったため、複雑な気持ちでの入部であった。

宇野 雅子 (うの まさこ)
1学年→2学年の女学。1学年時は第1大隊第1中隊第2小隊112小隊所属、2学年時は第3大隊第1中隊第1小隊311小隊所属。1学年の中期では乙女と同室で、よく行動を共にしている描写がある。乙女同様、パイロットを目指している。

油川 廉太郎（ゆかわ れんたろう）
近藤が2学年の時の4学年で、第4大隊所属。校友会は古典ギター部。
名前のモデルは油川錬三郎。
中期の開校記念祭では、国防男子コンテストに出場した。

大浦 ケイ（おおうら ケイ）
近藤が2学年の時に防大に入校し、第1大隊第1中隊第1小隊111小隊に配属された新1学年の女学。長崎県出身。
名前のモデルは大浦慶。
高校時代はバスケットボール部に所属しており、長身。対番は乙女。開校祭時に訪れた両親から祖母が亡くなったことを聞かされ、ホームシックに陥ったこともある。
1学年末期で、当初の第一希望通り航空要員（航空宇宙学科）に任命された。

飯沼 貞義（いいぬま さだよし）
近藤と同学年で、3学年時に近藤と同じ301号室となった。航空要員（航空宇宙工学科）。校友会はフェンシング部。家族は父がサラリーマン、母が専業主婦。
防大へは世界情勢をきっかけに入校した。

徳長 大和（とくなが やまと）
近藤の同期。13中隊所属。航空要員。

#### その他（在校生）
当節では、劇中でどの要員か判明していない学生を纏める。

##### 近藤の同期生
正岡（まさおか）
1学年の時は第4大隊所属。
名前のモデルは正岡子規。
土方の中学時代の同級生であり、土方の家族の事情も知っていたが、当の土方からは軽くあしらわれた。
後に秋季定期訓練で近藤に土方の家庭事情を教えている。

山崎（やまざき）
名前のモデルは山崎丞。
1学年の秋季定期訓練で地図判読の際に東堂、谷、土方と同じ分隊の分隊長を務めた。怪我で動けなくなった東堂にやり遂げる意志があるなら全員でゴールしたいと、土方の東堂を切り捨てる提案を蹴り、進行ルートの計画を変更してまで分隊長として意志を通す。

芳賀 宣道（はが のべみち）
近藤の同期の2学年で第二大隊所属。一人称は「ワーシ」。
名前のモデルは芳賀宜道。
近藤のことは原田や阿部から聞いて知っている。「ハメを外すときは全力で外すことで未来の力につながる」という考えを持っており、2学年後期のスキー訓練では原田たちと共に宿舎を抜け出してラーメン屋で食事をしていたが、土方に「もし留年でもしたらもう一度地獄のカッターをやることになる」と指摘され動揺することになった。なお、近藤以上に下戸でもある。
3学年前期時に近藤と同じ学生隊候補となった。

仲澤 琴（なかざわ こと）
近藤の同期の女学。2学年時は第3大隊第1中隊第2小隊312小隊所属。
名前のモデルは中沢琴。

丸山 伴介（まるやま はんすけ）
近藤の同期。2学年時は第4大隊第1中隊第1小隊411小隊所属。
防大に入校しサンドハーストに入るのが夢であった。

榎本 武昭（えのもと たけあき）
近藤の同期。3学年時は第4大隊第3中隊第1小隊431小隊所属。4学年では近藤と同じく前期学生長付。
名前のモデルは榎本武揚。
澱んだ池の中でも辛抱し続けられるハングリー精神があり、学生隊候補の面談時では、自信が学長付になったら自身の身を防大と学長に捧げると打ち明けている。また、どちらかといえばMとのこと。
過去に「青いイナズマ榎本」の異名を持つ走り屋の総長だったことから、他人をまとめ上げる能力は高い。

##### 近藤の先輩
井上 元（いのうえ はじめ）
2学年→3学年。2学年時は第1大隊第1中隊第3小隊113小隊、3学年時は第1大隊第1中隊第1小隊111小隊所属。
名前のモデルは井上源三郎。
沖田の対番であり、中隊きってのダメっ子だった沖田を守り続けた。沖田の成長を心から喜び、カッターをやり切った際は涙を流しながら祝福している。
1大隊の棒倒し本部に参加しており、3学年時は棒倒し参謀局の総長付を務め、競技会終了後には沖田の参加を後藤に薦めるとともに、新総長に就任した。

木下 イワオ（きのした イワオ）
3学年。近藤が2学年の時に第1大隊第1中隊第3小隊113小隊所属、前期は近藤と同室の120号室。
名前のモデルは木下巌。

尾関 雄一郎（おぜき ゆういちろう）
2学年→3学年で第1大隊第1中隊第3小隊113小隊所属。奈良県出身。
名前のモデルは尾関雅次郎。
校友会はラグビー部。3学年中期で近藤と同じ122号室となった。

菅谷 正俊（すがや まさとし）
2学年→3学年で第1大隊所属。次期水泳競技会対策委員会の新リーダー。

大石 金太郎（おおいし きんたろう）
2学年→3学年で、3学年時は第3大隊第1中隊第1小隊311小隊所属。
名前のモデルは大石鍬次郎。
3学年次の開校文化祭で、伊東と共に国防男子コンテストの企画担当者となった。

東村 拳文（ひがしむら けんぶん）
近藤の2学年時の3学年。
校友会は少林寺拳法部で、山並の先輩にあたる。

岩倉 具美（いわくら ともみ）
近藤の3学年時の4学年で、4学年時は第2大隊第3中隊第2小隊232小隊所属で、前期学生隊学生長。
名前のモデルは岩倉具視。
父親は実業家であり、中川訓練部長からも一目置かれている。校友会は少林寺拳法部。
父親と同様やりたいことがやれるとういう理由で、防大に入校した。任単辞退する学生や金目的で防大に入校した学生を良く思っていないが、中途退校者を含めた仲間を信頼する近藤に対しては、興味を持っている。

日向 内樹（ひなた うちき）
近藤が3学年時の4学年で、4学年前期に近藤と同じ301号室の部屋長となった。4学年前期は第1大隊第3中隊第1小隊131小隊所属。
名前のモデルは日向内記。
校友会はラグビー部。体重は90㎏。建設環境工学科。
親の仕事の都合で中高とイギリスやニュージーランドに留学しており、さらにラグビーの有名校に在籍していた事もあり、そこからリーダーシップに興味を持った。防大に入校した理由も、日本が好きだからである。

井神 石美（いかみ いわみ）
近藤が3学年時の4学年で、4学年では12中隊所属。4学年時は前期学生隊幕僚1係で、坂木の下下対番にあたる。
名前のモデルは井上馨。
校友会は相撲部に所属。留学経験も多く、学生隊結成前はイタリア・サンレモの士官候補生武力紛争競技会に参加していた。
実家は兄が継いでる神社で、TOEICで950点をとるほどの頭脳を持っている。士官候補生が夢を語ることを快く思っていない。このため「皆の夢を叶えられる国を守る」という夢を持つ近藤に対し「周りの影響でかりそめの夢を作り上げた」と断言し、近藤の夢の価値観に影響を与えることになった。

香川 敬三（かがわ けいぞう）
近藤が3学年時の4学年で、4学年時は前期学生隊幕僚2係。近藤を前期学生長付に推薦した。
名前のモデルは香川敬三。

スティアクン・ウィドド
近藤が3学年時の4学年で、4学年前期に近藤と同じ301号室のサブ長となった。インドネシア出身。4学年前期は第1大隊第3中隊第1小隊131小隊所属。校友会はインドネシア文化研究会。
父が軍人である。日本へは4学年時点で5年前より滞在している。

春日乃 和泉（かすがの いずみ）
近藤が3学年時の4学年で、前期13中隊学生長。

三条（さんじょう）
近藤の3学年時の後期学生長の女学。学生隊の面接時に榎本の決意ある発言に興味を持つ。

##### 近藤の後輩
梅津 勝也（うめづ かつや）
近藤が2学年の時に防大に入校し、第1大隊第1中隊第3小隊113小隊に配属された新1学年。対番は斉藤。

寺尾 安鷹（てらお やすたか）
近藤が2学年の時に防大に入校し、佐藤と同じく第1大隊第1中隊第3小隊113小隊に配属され、近藤と同室の120号室となった新1学年。東京都出身。航空要員志望。校友会はサッカー部。
名前のモデルは寺尾安次郎。

粕谷（かすや）
近藤が2学年の時に防大に入校し、第1大隊第4中隊に配属された1学年。小島の知人。
本人が防大に志望していなかったにも関わらず、両親によって無理矢理防大に入れさせられたため、他の防大生より苦痛な学生生活を送っていた。ゴールデンウィーク後に広島県の祖父の家への脱柵を実行するが敷地外で千葉に見つかり失敗、後に帰郷療養することになった。

横倉 甚（よこくら じん）
近藤が2学年の時に防大に入校し、第2大隊第1中隊第2小隊212小隊に配属された1学年。東京都出身。
名前のモデルは横倉甚五郎。
入校式の儀仗に感動し、儀仗隊に入部した。

吉村 健一（よしむら けんいち）
1学年で、第1大隊第1中隊第3小隊113小隊所属。1学年中期で近藤と同じ122号室となった。埼玉県出身。
名前のモデルは吉村貫一郎。
校友会はボート部。1学年中期は小隊長付を務めた。
陸上自衛隊高等工科学校出身で、防大へは推薦で入校した。工科学校時代の後輩に儀仗をやっている生徒がいる。趣味は将棋。
祖父は陸上自衛隊で陸将補、父は陸上自衛隊で大尉という自衛隊家系でもある。また、従兄に仙石マサオ（後述）がいる。

河合 永貞（かわい ながさだ）
1学年で、第1大隊第1中隊第3小隊113小隊所属。大阪府出身。校友会は吹奏楽部。1学年中期で近藤と同じ122号室となった。
名前のモデルは河合耆三郎。
実家は弁当屋「らんちたいむ」で、防大へは近藤と同様実家の経済的事情から入校した。実家にいた時に下の弟妹にも弁当を作っていたため、弁当作りが上手である。
家族に母親と弟2人がいる。

湯沢（ゆざわ）
近藤が2学年の時に防大に入校した新1学年。対番は武井。

村野 理一郎（むらの りいちろう）
近藤が2学年の時の新1学年。第1大隊第1中隊第3小隊113小隊所属で、1学年時後期は近藤と同室になった。。
名前のモデルは野村利三郎。

浅乃 薫（あさの かおる）
近藤が3学年時の1学年で、1学年前期で近藤と同じ301号室となった。1学年前期は第1大隊第3中隊第1小隊131小隊所属。元陸上部。
防大へは親戚が被災したのをきっかけに入校した。防大の漫画「あおぞら」の影響で防大の厳しさを（ステレオタイプに）理解している。

川島 勝（かわしま かつ）
近藤が3学年時の1学年で、1学年前期で近藤と同じ301号室となった。1学年前期は第1大隊第3中隊第1小隊131小隊所属。元柔道部。
防大へは元幹部のユーツーブ動画を観て感銘を受けたのをきっかけに入校した。

結城 虹美（ゆうき ななみ）
近藤が3学年時に防大に入校した女学。対番は大浦。
防大には地本の意見によりツインテールとピンクのジャージで入校した。このため、大浦のアドバイスによりお団子に結ぶことになった。

生月 慶太（いきづき けいた）
近藤が3学年時に防大に入校した生徒。対番は小島。
自分時間に自信があるせいか、防大には門限の11時直前に入っている。

毛内（もうない）
近藤が3学年時に防大に入校した生徒。前期は近藤の部屋の隣の部屋である。
名前のモデルは毛内有之助。
昨年のオープンキャンパスに訪れた時に披露された儀仗隊の公演に感銘を受けたため、儀仗隊への入部を希望している。また、母親のことを「ママ」と呼ぶなど母親思いでもある。

#### 卒業生

##### 坂木とその同学年
近藤たちが1学年の時に4学年だった上級生たち。第149話 - 第151話で卒業した。
坂木 龍也（さかき りゅうや）
4学年→卒業生で第1大隊第1中隊第3小隊113小隊所属。前期は近藤らが生活する115室、中期では111号室。後期は近藤と同室の119号室で、いずれも部屋長。航空要員。1学年前期の時は第4大隊431小隊所属で、部屋は431号室であった。
1月3日生まれ。A型。165センチメートル / 55キログラム。高知県高知市出身。私立土佐筆山高校卒業。
名前のモデルは坂本龍馬。
自衛官の父親を持つ。主要キャラクターで数少ない喫煙者である。喫煙するようになったのは20歳になってからで、千葉の影響であることが窺える。後述の事故後は治療のため喫煙することは基本的に控えているが、辞めていく同期へのはなむけとして吸うことはある。他人に対する二人称は「オマエ」と「テメェ」の両方を使う。
威圧的で厳格な性格であり、下級生からは「鬼の坂木」と呼ばれ恐れられている一方、同時に近藤にとっては最大の目標にもなっている。また、下級生の女学からの人気も高い。
入校式を終えた1学年の下級生たちに厳しい指導を課すが、その理由は「理不尽な状況に耐えるための理不尽」「緊急事態に対応する際の反応速度を高めるため」としている。乙女とは兄妹だが、そのことは兄妹故に贔屓していると思われるのを防ぐため1年の時に開校記念祭で乙女が防大を訪れたのがきっかけで知らされた同期生や教官以外には秘密にしており、偶然から秘密を知った近藤に色々と目をかけている。
シスコン気味の一面もあり、乙女からメッセージの返信が来なかった際はイライラしたり、近藤が乙女と2人きりで行動していたのを知った際は近藤に激怒したり、コント大会で乙女の漫才に対して唯一満点をつけたりしている。このためか同期である4学年からは女学も含めてよくシスコンと揶揄されている。しかし普段は極めて厳格な態度を崩さず例え妹と言えど指導は手を抜いていない。
内恋については規律が乱れて周りに影響を与えるという理由で否定的だが、内恋撲滅委員会の行動については目障りだと思っている。
特技は剣道で、高校時代や校友会も剣道部に所属し、引退後も度々稽古に参加していた。
中期は113小隊の小隊学生長に任命され、その際に近藤を同小隊の1学年の小隊学生長付に推薦している。土方と近藤を同室にするように手を回していた。
父親が自衛官である影響から、入校時点で防大の生活の実態を知っている様であったが、「別に遊びに来たわけじゃない」と受け入れている。先輩の千葉に対しては、尊敬と同時に反感の意思を持っている。
後期で近藤と食事に行った際に、タバコを吸うために使っていたライターを近藤に譲り、「オマエに教えられることは全部教えた」と近藤の成長を認めた。しかし要員選定発表当日の午前中に解体工事中のクレーン車のアームが倒れて事故に逢いそうになった子供を庇って事故に巻き込まれてしまう。これにより片目を負傷するなどの全治6ヶ月の重傷を負ってしまい、横須賀中央病院に搬送された。入院中も見舞いに来た近藤と乙女に対して普段通りに厳格に振る舞っていたが、本心では事故による片目の負傷によりF15パイロットへの道が閉ざされかけていることもあり悔しそうな表情をしていた。高杉からは自主留年も薦められたが「自分を送り出してくれる奴がいる」と述べ、卒業式には車椅子姿で出席。リハビリの後、航空自衛隊幹部候補生学校には1年遅れで入校予定。近藤との別れ際には、近藤に「テメェとは（また何処かで）会えそうな気がする」と言葉を掛けている。近藤と乙女が進級後カッター競技会終了後に見舞に訪れた際には近藤を帰した後、乙女にのみ片目の視力を失ってパイロットへの道が完全に閉ざされたことを伝えている。ゴールデンウィーク明けに退院した後は1年後の幹候入校が令されるまでの間、防大の訓練課付の教官（空曹長）の任に就くことになった。下宿も防大時代のものを一人負担でそのまま使用している。夏季定期訓練終了直後、怪我の治療のため手術に臨み、負傷した目にレンズを入れて視力を回復させ退院したものの、それでもパイロットへの道を断念せざるを得なかったため、後方支援に回ることになった。以降は保護用の眼鏡を着用していたが、後に眼鏡は外している。
教官解任後は、近藤に「考え続けろ」と告げた後に山並に伝言を託し、花道を通らずに裏口から防大を去った。

西脇 鷹史（にしわき たかし）
4学年→卒業生で第1大隊第1中隊第3小隊113小隊所属。前期は近藤らが生活する115室のサブ部屋長。海上要員。
12月7日生まれ。A型。191センチメートル / 90キログラム。鹿児島県鹿児島市出身。県立鶴九高校卒業。
名前のモデルは西郷隆盛。
坊主頭に太眉の大柄な男。近藤らが着校した当時はにこやかな態度で接するも、入校式の終了後は坂木と同様に規律に厳しく恐れられる存在となるが、基本的には後輩想いの人格者。口癖は「ばっかもーん」。
就寝時のいびきがうるさく、下級生からはゴリラと呼ばれている。校友会はラグビー部に所属しており、近藤達をラグビー部へあみだくじで強制的に入部させようとしたこともある。また、女装して「西脇子（にしわきこ）」と名乗りアカシア会主催のクリスマスダンスパーティーの参加を控えた近藤達にダンスの練習相手をしたこともある。
1学年の時は第3大隊311小隊所属で、このころから上級生にゴリラとあだ名がつけられていた。千葉に対しては米の食べ過ぎから重装備で何キロも走り込みをさせられたり、号泣するまで指導を受けたりしたことから苦手意識を持っている。
防大卒業後は海上自衛隊幹部候補生学校に進学。ライバルの吉田を失い意気消沈していた岩崎のことを気に掛けていた。
ドラマではいびきがうるさいという設定が削除されている。

大久保 俊通（おおくぼ としみち）
4学年→卒業生で第1大隊第1中隊112小隊所属。航空要員。近藤の着校当時は大隊週番を務めていた。中期は第1大隊の11中隊学生長を務めている。
名前のモデルは大久保利通。
糸目で左目の下にほくろがあり、常に微笑みを絶やさない。校友会は少林寺拳法部に所属する。
近藤に対しては、松平と女子部屋を覗きに行った罰を受けに来た時から一目置いているが、容儀点検時にやたらと近藤の身体を触る等変質な部分も見られる。
夏季定期訓練中のため学生舎内の上級生の数が激減した際（ホテル小原台）、遠慮のあった近藤らに対して「私は君達の味方…」と言って全力でハメを外すように教え諭した。また臨時の容儀点検を実施して、「ホテル小原台に相応しい格好」を指示した。その際自身は上半身裸にサスペンダー、乳首シールという姿で現れ、1学年を唖然とさせる。
1学年の時は第1大隊143小隊所属で、この時点でも上級生から「腹筋崩壊者」（ふっきんクラッシャー）として恐れられていた。
防大卒業後も、カッターの訓練中に孤立した土方にアドバイスを送り、土方の指導方針を変える切っ掛けを作った。
また、連載版ではオネエ口調だったが、単行本では普通の丁寧な口調になっている。

武智 満平太（たけち まんぺいた）
4学年→卒業生で第1大隊所属。海上要員。
名前のモデルは武市半平太。
坊主頭、三白眼に鋭い眉毛が特徴。校友会は短艇委員会に所属しており、父親が海自の自衛官ということで海に興味がある沖田を言葉巧みに勧誘する。
初めての外出点検では中隊週番をしており、近藤に対して目の輝き不備という理不尽な指摘をした。
1学年の時は第1大隊112小隊所属であった。

岩崎 林太郎（いわさき りんたろう）
4学年→卒業生で第1大隊第1中隊第3小隊113小隊所属。海上要員。12月11日生まれ。高知県出身。
名前のモデルは岩崎弥太郎。
近藤が坂木と乙女の兄妹関係を知っているという事実を知る唯一の4学年でもある。
中期は近藤と同じ117号室の部屋長を務める。校友会は銃剣道部所属。書道が趣味で、書道同好会にも掛け持ちで所属しているが、実力は下手の横好きレベル。子供のころに第73航空隊（現在は統合により第213飛行隊）に助けられたことがあり、以降ヘリのパイロットを目指すため防大に入校した経緯がある。青春っぽいものを好み、よく変なポーズをとっている。その動きは他の者からは「無駄しかない動き」と評されている。小付となった近藤に、小付の実態を告げるなど近藤を気に掛けており、衝突し合っている近藤と土方のことも見守っている。実は棒倒しの第1大隊総長で勝利への意欲を人一倍秘めている。一学年のころは体力補備で荒っぽいことも苦手だったが棒倒しで優勝して勝利の道を行進している大隊を見たことがきっかけだったと近藤に告げている。
大の海好きで、カッターの時は涼しい顔で漕いでいた。
内恋については坂木と違って肯定的で、周囲に気付かれないようにすれば構わないという考えだが、近藤が乙女と出かけていたことを知った時は他の117号室のメンバー同様、「ツメが甘い」と近藤に静かな怒りを見せていた。
防大卒業後は海上自衛隊幹部候補生学校に進学したが、後にライバルの吉田が幹校を退校したことに重いショックを受けることとなる。このため夏季定期訓練の壮行激励会へは、近藤達に会うと棒倒しのことを思い出してしまいそうだったため参加しなかった。夏季休暇時に西脇とともに坂木のもとを訪れ、坂木に励まされたのを機に、坂木や吉田の意志を継ぎ、パイロットになる決意をした。その後、坂木主催のキャンプにて、近藤たちとの再会を果たした。

望月 恭平（もちつき きょうへい）
4学年→卒業生で第1大隊第1中隊第3小隊113小隊所属。航空要員。高知県出身。
名前のモデルは望月清平。
中期は近藤と同じ117号室のサブ長を務める。校友会はフェンシング部。
第1大隊の棒倒し本部に参加しており、4学年の時は選手から裏方に回ったものの、実質№2として総長の岩崎を支えた。
内恋については岩崎と同じ理由で肯定的である。
家族は第2大隊に双子の弟がいるほか、第149話で母親が登場している。

岡田 喜振（おかだ よしふる）
4学年→卒業生で第4大隊第1中隊第2小隊412小隊所属。陸上要員。高知県出身。
名前のモデルは岡田以蔵（諱宜振）。
校友会は應援團リーダー部で團頭を務めている。坂木とは下宿でのルームメイトである。坂木と気が合うらしく、よく行動を共にしている描写が見られる。また、坂木と接点のある近藤のことも気にかけている。
坂木同様威圧的な性格で、近藤曰く「坂木小長と同じオーラを感じる」「あの2人が衝突したら大地を引き裂くような戦いが始まりそうで地球が危なそう」とのこと。1学年の時も、眼力で上級生を圧倒したと言われたほどであった。
防大には首席で合格しており、1学年の時は第4大隊431小隊所属で、入校式では新入生代表で挨拶をしていた。卒業後は陸曹長に任命され、陸上自衛隊幹部候補生学校へ入校する。

高橋 泥人（たかはし でいと）
4学年→卒業生で校友会は儀仗隊。航空要員。
名前のモデルは高橋泥舟。
左目に泣きぼくろが2つあるのが特徴。
要員決めで迷っていた近藤に対して、海上要員はかなり稼げることや金を使わない等とアドバイスし、近藤を海上要員希望に決め掛けさせた。

勝田 安吉（かつた やすよし）
4学年→卒業生で、元儀仗隊隊長。海上要員。
所属については明確な記載がないが、近藤の棒倒し参加を岩崎が直々に要請していることと、その岩崎を総長呼んでいることから第１大隊と思われる。
岩崎の要請を受けて近藤の棒倒し競技会への参加を許可した。また顔を怪我してしまった近藤に対し厳しい言葉で叱責しながらも、その活躍を評価して休養を取らせるなど懐の広さがある。

吉田 智洋（よしだ ともひろ）
4学年→卒業生で第2大隊所属。陸上要員。
防大へは棒倒しをするためだけに入校し、2年のカッターの後に棒倒しのために学生生活を費やしてきた。岩崎とは去年の棒倒しで負かして以降、因縁のライバルである。開校記念祭の棒倒しでは第2大隊の総長を務め、決勝で第1大隊に敗北した。
防大卒業後は幹部候補生学校に進学し、校友会はサッカー部に所属した様子であるものの、校友会の対抗試合中に古傷が再発したことで完治にかなり時間を要する骨折をし、さらに家庭の事情も重なったこともあり、幹校を中途退校せざるを得なくなった。

中浜 満矢（なかはま みつや）
4学年→卒業生で第4大隊所属。陸上要員。
名前のモデルはジョン万次郎。
第4大隊の棒倒し総長を務め、またTSOのメンバーでもあった。そのため開校祭には思い入れが深い様子で、卒業後も岡田とともに第4大隊の応援に駆けつけている。
細身で貧弱な外見とは裏腹に、棒倒しは特攻潰しとしての実力がある。その実力は特攻の何人かを担架送りにするほど。岡田も彼のことを強いと評している。棒倒しの1回戦で第1大隊と対戦し近藤を潰そうとしたが、武井が不本意ながらも近藤を解放したため形勢が逆転、敗北することになった。
1学年の時は第4大隊431小隊所属であった。このころからTSOにスカウトされていた。

池田（いけだ）
4学年→卒業生の女学でアカシア会部長。
アカシア会主催のクリスマスダンスパーティーで近藤のダンスの才能を見込み、松岡に近藤をアカシア会に入部させるよう命じた。

ダムディン・ダムディンスレン
4学年→卒業生で第1大隊第1中隊第3小隊113小隊所属。モンゴル国からの留学生。後期は近藤と同じ119号室のサブ長を務め、部屋っ子からは「ダムダムサブ長」と呼ばれる。校友会は相撲部。海上要員。
防大卒業後は祖国の国防学校へ入校することになった。

長野 主税（ながの ちから）
卒業生。松平の上上対番で伊井の対番。防大卒業後は陸上自衛隊幹部候補生学校に進学している。

##### 永井とその同学年
近藤たちが1学年の時に3学年だった上級生たち。第339話 - 第340話で卒業した。
永井 なお（ながい なお）
3学年→4学年の女学で、第1大隊第1中隊第2小隊112小隊所属。校友会はフィールドホッケー部。広島県出身。海上要員。両親は警察に勤めている。階級は警視長。
名前のモデルは永井尚志。
勝気で男勝りな性格で、アームレスリングでは第1大隊女子の中で一番強く、2学年の時に当時の4学年に勝ったこともある。
4学年中期に第1大隊学生長、後期では学生隊学生長を務め、周囲からの信望が厚い。また他大隊の同期からも一目置かれている。
4学年進級後のカッター競技会では、安全管理長を務めた。また、4学年時の遠泳では太田が近藤の応援を力に頑張っているのを見て、彼女が近藤に憧れを抱いていることを見抜いた上で、「応援を欲している様ではリーダーになれない」と指導した。その後は太田のことを気にかけ、アドバイスを贈ったりランニングに誘う描写がある。
同じ中隊で上級生の男子学生に恋心を抱いていたという過去がある。また、3学年時には給料で補正下着を購入するなど、年齢相応の女心も持っている。
4学年時の開校祭国防男子コンテストでは映像編集の経験を活かして、近藤用のPV制作を引き受けている。
防大卒業後は呉の幹部候補生学校に配属された。また、乙女から坂木と兄妹だったことも聞かされた。

清川 一郎（きよかわ いちろう）
3学年→4学年。第3大隊所属で、3学年の前期は310号室。
名前のモデルは清河八郎。
ジャズが好きで、2学年時からは松岡や伊牟田とバンドを組んでいる（パートはサックス）。なお、防大生活優先のためジャズ研には入っていない。
温厚かつ飄々とした性格で、上級生の310号室の部屋長である山岡から指導を受けていた近藤を偶然助ける。校友会は儀仗隊に所属しており、表情が硬く少しのことでは動じない近藤の人柄を見込んで儀仗隊入りを勧める。
4学年の引退後は勝田から儀仗隊隊長の任を引き継いだ。4学年時は駐屯地での創立記念式典でのファンシードリル展示中に銃を誤って折損してしまった近藤に対し腕立て1000回の処罰を与えた一方、失敗で落ち込んだ近藤を励まし、自身のM-1ガーランドのモデルガンを近藤に託した。自身が卒業する時に儀杖隊全員が立派に総理大臣に礼をしている姿でいることを願っている。

芹澤 我們（せりざわ がもん）
3学年→4学年。第1大隊第1中隊第3小隊113小隊所属。3学年の中期は近藤と同じ117号室。校友会はレスリング部。茨城県出身。航空要員。
名前のモデルは芹沢鴨。
強靭な肉体の持ち主でレスリングでは国体を狙えるほどの実力者。その見た目に反して昔は友達がおらず、アニメを友達代わりに過ごしていたため、重度のアニヲタである。防大についてもポップカルチャー大国日本を自分の手で守るために志望したとのこと。
自習時間もアニソンを流しながら自習している他、部屋中の至る所にアニメグッズを隠しており、それらを傷付けたり壊したりすると、新海曰く「死ぬ」らしいが、フィギュアを壊してしまった近藤と土方がコント大会で償罪のために必死になっていた思いを受けたことや、自らもフィギュアを出しっ放しにしていたという事情もあり、許すことにした。感激すると技をかける癖がある。近藤のことを「近ちゃん」と呼ぶことがある。
後期では他の4学年と同様、厳格な性格となった。4学年進級後のカッター競技会では、クルー長を務めた。なお、号令時にはアニメソングを流しており、このことから他の中隊からは「アニメ中隊」と呼ばれている。
本誌連載時は近藤が2学年に進級後、小島が所属する112小隊101号室の部屋長として描かれていたが、その役割は笠井に変更された。

新海 錦（しんかい にしき）
3学年→4学年。第1大隊第1中隊第3小隊113小隊所属。校友会はサッカー部。航空要員。
名前のモデルは新見錦。
茨城県出身。水戸商才高校卒業。高校時代はサッカー部のエースで、全国大会に出場した経験も持つ。
3学年の中期は近藤と同じ117号室。4学年の中期は近藤と同じ122号室の部屋長を務める。
芹澤の解説役でもあり、近藤と土方に芹澤のアニヲタぶりを教えた。どこからともなく現れるので近藤からは「新海さんのほうが謎だ」と言われている。何を考えているのか周囲には分からず、常に「ククク…」と笑う。また、眼鏡を外した時の顔は近藤達下級生のみならず、同期の根岸ですら絶叫するほどの顔の模様。
4学年進級後のカッター競技会では、陸トレ長を務めた。

相楽 総一（さがら そういち）
3学年→4学年で、第1大隊第1中隊第3小隊113小隊所属。3学年の後期は近藤と同じ119号室。4学年時も第1大隊第1中隊第3小隊113小隊に所属。学科は情報工学科。校友会はパラシュート部。海上要員。
名前のモデルは相楽総三。
4学年進級後のカッター競技会では海トレ長を務めた。中期の開校記念祭では、国防男子コンテストに出場し、次点を受賞した。
祖父、父ともに自衛官である影響から、自衛官の階級に詳しい。

島田 改（しまだ かい）
3学年→4学年で、第1大隊第1中隊第3小隊113小隊所属。3学年の後期は近藤と同じ119号室。校友会は空手道部。
名前のモデルは島田魁。
4学年前期は入校式後に宣誓書を書いた1学年に激昂する役を担当し、噛んだら台無しになるからと年明けから台詞を練習していた。中期では負傷した近藤のために国防男子コンテストへの参加を要請した。
空手道の有段者で作中随一の強面だが、相楽から「人相が悪い」言われたり、伊牟田からは前述の台詞練習の姿を暴露されるなど、同期からはいじられキャラである。

松岡 万里（まつおか ばんり）
3学年→4学年。3学年→4学年の時は第1大隊第1中隊第3小隊113小隊所属。3学年の中期では坂木や谷と同じ111号室のルームメイト、4学年の後期では近藤と同室の部屋長。
名前のモデルは松岡万。
校友会は儀仗隊に所属しており、担当はドラムパート。アカシア会にも掛け持ちで所属していて、クリスマスダンスパーティーの渉外係を務めている。また、2学年時からは清川や伊牟田とジャズのバンドを組んでいる（パートはドラム）。

乾 大助（いぬい だいすけ）
3学年→4学年。3学年の時は第1大隊141小隊所属。
名前のモデルは板垣退助。
左目の近くにバツ字の傷がある。
防大の風紀のために同志と共に「内恋撲滅委員会」を結成し、内恋撲滅喚起Tシャツを着用しながら防大内の内恋や娑婆での防大生の恋愛マナーについて監視するなどの活動していたが、千葉に「手段が非建設的で目的も曖昧」と指摘され、強制的に解散させられた。
実は女性好きで、後にアカシア会主催のクリスマスダンスパーティーに参加し、改めて女性と接する喜びを知った。しかし、後期のバレンタインではチョコを全然貰えなかったのか、乾単独ながら撲滅委員会の活動を再開していた。4学年進級後に撲滅委員会を本格的に再開させた。

西川 煉治（にしかわ れんじ）
4学年。近藤が2学年の時に第1大隊第1中隊第3小隊113小隊所属、前期は近藤と同室の120号室のサブ部屋長。
名前のモデルは西川鉄次郎。

伊牟田 昌平（いむた しょうへい）
近藤が2学年の時の4学年で、第1大隊第1中隊第3小隊113小隊所属。4学年前期は近藤と同室の120号室の部屋長。校友会はウェイトリフティング部。海上要員。
名前のモデルは伊牟田尚平。
筋トレが好きで、4学年初日から腕立て伏せをしながら後輩を迎え入れた。また部屋会においてもカラオケ店内で腕立て伏せをしている描写がある。
1学年の指導には厳しい姿勢を見せながらも、理不尽に振る舞う難しさと苦しい心境を吐露している。部屋っ子の佐藤、寺尾が戻る際には優しく迎えるように後輩に指示するなど、立場と任務に向き合いながらも、その心根は優しい人柄がうかがえる。
近藤が出場した開校祭国防男子コンテストでは永井によってPVの合成に伊牟田の姿が使われており、1大隊の4学年の中でも特に逞しい体躯を誇っているものと思われる。
2学年時からは清川や松岡とジャズのバンドを組んでいる（パートはピアノ）。

荒井 忠雄（あらい ただお）
近藤が2学年の時の4学年で、第3大隊第4中隊第1小隊341小隊所属。
名前のモデルは新井忠雄。
校友会は短艇委員会で、4学年時は主将を務めていて『益荒男』の異名を持つ。異名に合う強い男を目指すため防大に入校した。海上要員。中期の開校記念祭では、国防男子コンテストに出場した。なお、千葉教官との懸垂勝負には敗北している。

伊井 尚亮（いい なおすけ）
3学年→4学年で、第2大隊第1中隊第1小隊211小隊所属。
名前のモデルは井伊直弼。
2学年時に、松平の対番を務めていた。

阿部 貴明（あべ たかあき）
近藤が2学年の時の4学年で、第2大隊所属。原田の中期の部屋長でもある。校友会は硬式野球部で、エースとしてピッチャーを務めている。陸上要員。学科は地球海洋学科で、卒業研究では地震の分野を研究している。
名前のモデルは阿部十郎（諱隆明）。
中期の開校記念祭では、国防男子コンテストに出場した。

綾小路 俊美（あやのこうじ としみ）
近藤が2学年の時の4学年で、第4大隊所属。校友会は銃剣道部。航空要員。
名前のモデルは綾小路俊実。
3学年時はアメリカ合衆国ウェストポイントの陸軍士官学校に半年間留学している。4学年時の中期の開校記念祭では、国防男子コンテストに出場し、優勝した。

後藤 矢野助（ごとう やのすけ）
3学年→4学年で3学年時は第1大隊所属。４学年時に棒倒し本部の総長を務める。
名前のモデルは後藤象二郎。
沖田の努力と成長を評価しており、棒倒し当日の作戦変更で沖田を特攻に抜擢し、競技会後には棒倒し本部への参加を要請した。
岩崎と同様、謎のポーズでコミュニケーションをとる事が出来る。

真田 範馬（さなだ はんま）
3学年→4学年で、4学年時は第1大隊第2中隊第3小隊123小隊所属。坂木、岡田と同様目力が強いのが特徴。
名前のモデルは真田範之助。
文化部の軍事史歴史研究部に所属しており、指を骨折した近藤をフォローするため、彼に文化祭で使用する砂盤作りへの協力を要請した。

樋口 八矢（ひぐち はちや）
3学年→4学年で、4学年時は第1大隊第4中隊第3小隊所属。4学年時は開校記念祭の演劇部隊のリーダーを務めた。

石坂 修造（いしざか しゅうぞう）
儀仗隊所属。近藤の2学年時に、引退した清川に代わって儀仗隊隊長に就任した。
名前のモデルは石坂周造。

中條 金太（なかじょう きんた）
近藤の2学年時の4学年。第1大隊第1中隊第3小隊113小隊所属。4学年時後期に近藤の部屋のサブ長となった。
名前のモデルは中條金之助。
つぶあんぱんが好物だが、そのパンを後輩に配る心配りがある。また、常代と恋愛関係になったことが噂になって動揺していた近藤に堂々とするようアドバイスをしている。
上記のとおり豪快で面倒見が良いためか、近藤からは「ボスみたいな人」と思われている。
後期の卒業ダンスパーティーで、新たに彼女が出来た。

根岸 雄山（ねぎし ゆうざん）
3学年→4学年で、第1大隊第1中隊第3小隊113小隊所属。4学年中期で近藤達が生活する122号室のサブ長を務める。
名前のモデルは根岸友山。
第二外国語がアラビア語専攻だったことから、3学年時はカタールの士官学校に3か月間留学していた。

大石 義重（おおいし よししげ）
3学年→4学年で第1大隊所属。4学年時は水泳競技会の責任者であった。

笠井（かさい）
近藤の2学年時の4学年。第1大隊第1中隊第2小隊112小隊所属。前期は101号室の部屋長で小島のルームメイト。本誌連載時は113小隊の芹澤が112小隊の小島の部屋長として描写されていたが、修正されて登場した。

柳田（やなぎだ）
近藤の2学年時の4学年で、松原の恩師である。
名前のモデルは柳田三二郎。
防大には滑り止めで受かり入校したが、入校時から同期について行けずに孤立し、永井の「その経験と学士の学位を持って日本のため活かしてくれ」という励ましも受けて、卒業時に任官辞退している。

#### 中途退校した学生
平山 吾郎（ひらやま ごろう）
近藤の同輩（1学年）で第1大隊第1中隊第3小隊113小隊所属。1学年前期は近藤と同じ115号室。防大では第二外国語を選んでいた。
名前のモデルは平山五郎。
9月18日生まれ。A型。175センチメートル / 77キログラム。兵庫県神戸市出身。県立姫路北八代高校卒業。校友会は相撲部。
東堂同様、着校しなかった学生のための人数調整により、遅れて115号室に入った。
大柄な体格と温厚な性格をしており、同部屋の1学年では唯一の彼女持ち。中期では武井・土方と同様先輩達から呼び出しがないことが描写されている。
夏季休暇に帰郷して彼女や友人と過ごすうちに世間とのギャップに意欲が落ちてしまい退校を決意。中期の初めに退校。
その後、彼女と一緒に開校祭の棒倒しを観戦している。その後国立大学への入学を目指し、一度受験に落ちて1年間の浪人を経て、有名大学に合格した、現在は英語や競争率の少ないフランス語を近藤から教わっている。

仙石 マサオ（せんごく マサオ）
物語序盤で近藤が防大に向かうバスで出会った男性。近藤の1学年後輩の吉村の従兄でもある。
第1大隊に配属され、近藤や同級生に防大生を纏め上下関係を無くす同盟を結ぶ提案をするが、着校1日目で四学年の学生を挑発したために尿失禁を起こすほどの激しい叱責を受け、入校式前に防大を退校した。しかし周囲には「着校初日に上級生全員を論破し、その時にここではもう学ぶことは無いなと思って1日で辞めた」と言っている。
現在は別の大学に転入している。
なお、入校前（自衛隊員としては未採用）に防大を去っているので、防衛大学校での正式な扱いは、退校ではなく入校辞退者となる。

橋本（はしもと）
近藤が2学年の時に防大に入校し、第1大隊第1中隊第1小隊111小隊に配属された1学年。東京都出身。
粕谷の脱柵の事実を知り、奈良にいる大学生の彼女が恋しい故に会うべく、自分達も同じ東京出身者の仲間と共に集団脱柵を実行しようとし、さらに偶然その事実を知った小島に対しても集団脱柵に誘うが、近藤と千葉の連携により阻止された挙句、彼女から「新しい彼氏が出来た」「遠距離恋愛は無理だから別れよう」と電話で告げられ、落胆することになった。その後防大を退校し、前期終了後の夏季休暇中に、上記の件を近藤に謝罪した。

浅野（あさの）
近藤が2学年の時に防大に入校し、第2大隊に配属された1学年。対番は原田だった。
恩師である中学校時代の教師のようなリーダーを目指すべく防大に入校したが、関西出身者故に共通語で会話出来ずに上級生から指導される日々が続いたことや、規律に厳しい防大生活について行けなくなったため、中期に防大を退校した。退校後は大学の教育学部を受験することになった。

#### 坂木の過去編にて登場
中岡 慎一（なかおか しんいち）
坂木が1学年の時に、坂木と同じ431号室のルームメイトだった1学年。
名前のモデルは中岡慎太郎。
高知県出身で追足前高校卒業。高校時代は陸上部に所属していた。右目に泣きぼくろがあるのが特徴。
高知に住む前に住んでいた土地で自然災害の被害に遭った際に自衛隊の人々に助けてもらったのがきっかけで、かつて助けてもらった自衛官と共に救援活動に貢献するという夢を持つようになり、防大に入校したが、厳しくて理不尽な学生生活に耐え切れず、防大を退校した。坂木の「同期を孤立させるな、大切にしろ」という考え方はこの出来事に起因している。3年後に坂木と千葉との再会を果たしている。

川島（かわしま）
坂木の入校時に、坂木の対番を務めた2学年。431小隊所属。

森（もり）、庄司（しょうじ）、塚田（つかだ）
坂木が1学年の時に、坂木と同じ431号室のルームメイトだった上級生。

#### 防衛大学校教官、教員
千葉 周一（ちば しゅういち）
自衛隊音楽まつりの後に防大に配属された防大卒の小隊指導教官。二等海尉。
名前のモデルは千葉周作。
190センチメートルの長身である。坂木と同様喫煙者でもある。
坂木の1学年前期の時は第4大隊431小隊所属で、坂木が入っていた431号室の部屋長であった。校友会も坂木と同じく剣道部に所属していた。後輩の坂木とは腐れ縁の関係で、彼のことを「いごっそう」（高知弁で「頑固者」という意味）のあだ名で呼ぶことがある。
久坂教官とは教育方針で意見が合わず、言い争いばかりしている。彼の指導方針は論理的に合理的に考え、全員を確実に伸ばすやり方を取る。そのやり方は非常に厳しく坂木が1学年の時は鬼と呼ばれていたらしく、坂木の同期からも恐れられている。また、結構な酒好きであり、休養日に坂木をいくつかの居酒屋へ連れ回していた。
近藤が出場した国防男子コンテストの審査員に立候補し、審査員を務めた。その際にうろたえた近藤をフォローしたが、その時点で0点だと評価している。その上で近藤の成績や人望が良い点に着目し、海外に留学すれば変われるかもと考えた。

高杉（たかすぎ）
中隊指導教官で、階級は三佐。
名前のモデルは高杉晋作。
温厚な性格で、坂木曰く「パパ」と呼ばれているらしい。近藤と乙女が休養日に水泳特訓を行った際、監督官として見守る。坂木が1学年の時も教官を務めていた。
どの要員かは明確に描写されていないが、レンジャーバッジを保持している。

久坂 誠（くさか まこと）
1等陸尉。顎の傷が特徴の教官。
名前のモデルは久坂玄瑞。
秋季定期訓練では近藤達の所属する3班の訓練教官を担当した。夜間歩哨訓練中に喧嘩をした近藤と土方に対し目をつむる大らかさがある一方、風紀の乱れに対しては非常に厳しく、女子更衣室を覗きに来た武井達に対して、毎晩厳しいハイポートをやらせていた。
近藤の2学年時時点で任期2年目で、昇進試験の合格が内定しているため、3月末で防大を離れる予定。

吉田 稔郎（よしだ としろう）
近藤らが夏季定期訓練の水泳や、8キロ遠泳の際に指導を受けた教官。階級は陸曹長で、近藤が1学年の時までは第二師団で、翌年に第六師団に配属された。通称「ダーヨシ」。
言葉や動作に荒々しさがある人物。面倒見はいいものの基本的にはスパルタ気味で、理屈よりも「慣れ」や「気合」を優先させている。水泳が不得意の近藤は初対面時から彼のテンポに合わず、一時は落伍しそうになるも、乙女との特訓により乗り切っている。
開校記念祭の後に坂木が「前に来てた」と言っているが、翌年にも小島たちに遠泳の指導をしていた。また、後期のスキー訓練では近藤たちの分隊（初級）の教官を担当した。

安積（あさか）
儀杖隊の顧問。

黒駒（くろこま）
第2太隊の教官。階級は一尉。近藤が出場した国防男子コンテストの審査員を務めた。

徳川 浩一（とくがわ こういち）
防衛大学校で学科の教員をしている他大学の教授。防大生の生活を理解するため学生者生活研修や学生生活体験にも参加したことがある。
近藤のことは「恐るべき探究心でありとあらゆる知識を吸い込もうとするブラックホールのような目をした男」と評している。
学生時代は運動部に所属していた。

中川 夜彦（なかがわ よるひこ）
防衛大学校の訓練部長。階級は海将補。

江川 英辰（えがわ ひでたつ）
防衛大学校の13中隊指導長官。階級は三等海佐。
近藤が3学年時に防大に赴任してきた。

渋沢 英知（しぶさわ えいち）
防衛大学校の統括主席指導教官。階級は一佐。
名前のモデルは渋沢栄一。
近藤が3学年前期時の学生隊の面談で初登場した。

### 近藤達の知人・家族
松井 常代（まつい とこよ）
名前のモデルは松井つね。
近藤の幼なじみで調布木多高校の同窓生。近藤の実家の真向かいにある酒屋の娘。通称「常ちゃん」。自動二輪の免許を持っているらしいことが描写されている。
近藤食堂の店番を手伝うなど、家族ぐるみで付き合っており、現役で青山学院大学経営学部へ進学した後も、近藤のことを何かと気にかけている。このためか、周囲からは近藤の彼女と思われているが、本人や近藤はそれを否定している（中学入学後に2人が名前呼びを止めて名字で呼び合うようになったのはこのため）。しかし彼女自身は近藤が原宿で他の女性をナンパ（指令外出）している現場に遭遇すると怒りを露わにしたり、近藤が夏休み実家に帰ってくる日を待ち望んでいる描写があったりとそれ以上の関係への進展を望んでいる描写もある。近藤も、開校記念祭で彼女が彼氏といると誤解した際は少なからず動揺していた。中期以降も武井から近藤が小付になって忙しいことを伝えられた際にも、近藤の心身を案じていた。開校記念祭では、乙女と対面している。後に近藤からの誘いで、アカシア会主催のクリスマスダンスパーティーに参加した。本心では近藤と踊りたかったものの、近藤の多忙さに勘付いて黙っていた。ダンパ終了後に近藤に本心を告白し、頬にキスまで行っている。近藤の妹の理絵から近藤の帰省を告げられた際は、真っ先に家に訪れ、告白の返事を待っていたが近藤からは防大の生活に差し障りが出ることを理由に感謝されつつも断られるが、待つ事を決める。近藤と同じ儀杖隊に所属する乙女とは、開校記念祭で初めて対面しており、彼女に興味を持ち近藤に仲が良いのか尋ねたりしていたが、近藤の後期終了後のデート中に乙女と偶然出会い、初めて会話している。
大学進学後は実家の店を継ぐため、経営やマーケティングの傍らで、ワインエキスパートの資格所得を目指していて、大学2年生時にソムリエエキスパート一次筆記試験に合格したが、後に試験に落ちたことが判明している。2年生時の12月30日に近藤と月島で再会。近藤から一年越しに想いを「結婚しよう」と告げられ、恋人関係（婚約者）に進展した。

桂木 吾郎（かつらぎ ごろう）
名前のモデルは桂小五郎。
近藤の歳上の幼なじみ。現在は陸上自衛隊普通科陸士長。通称「ごっちゃん」。
近藤は子供のころ、よく遊んでもらっており、当時は長身に細見の体型だったが、現在は筋骨隆々とした体型となっている。高校卒業後に陸自に入隊し、東日本大震災の救助・支援活動に従事した。進路に迷う近藤に防大入りを勧める。
前期終了後は、帰宅した近藤に能登半島沖不審船事件のケースを持ち出して自衛隊を続ける覚悟があるか問い詰めたが、近藤が防大に入って後悔していないことを知り、引き続き近藤を応援することになった。中期終了後の正月に再び近藤の家を訪れ、翌年にレンジャー試験に挑戦することを近藤と土方に告げていたが、後に試験に落ちていたことが判明する。

近藤 理絵（こんどう りえ）
名前のモデルは近藤勇の姉リエ。
勇美の妹。事あるごとに近藤に「カレーを送れ」と要求する。近藤の入校式で防大を訪れた際は、自分も防大を受けることを考えていたが、後に旅行代理店のツアーガイドを目指すため奨学金の手続きをして私立の大学を受験することになり、近藤が2学年の夏休みに入るころには家計も安定してきたためか塾にも通うまでになっている。兄と違って勉強嫌いのようで、母親から「本当に兄妹か？」と内心で突っ込まれている。
高校卒業後は、立教大学観光学部へ進学することとなった。

沖田 美月（おきた みつき）
名前のモデルは沖田みつと沖田キン。
沖田の姉。ポニーテールの髪型が特徴で、バイク乗り。
都内の一等地に住むお嬢様だが、気さくで親しみやすい性格で、弟と同様食べることが好き。大学の国際社会学部の学生であるため、タガログ語などの外国語が得意である。
頼りない弟のことを何かと気に掛けているが、彼からは煩わしく思われている。弟から近藤のことは聞かされているせいか彼には好意的で115号室メンバーが沖田家を訪れた際には近藤のみに率先してメールアドレスを交換を申し出（直後近藤をやっかんだ他のメンバーとも交換した）、「（弟のことを）これからもライバルとして、友達として親しくしてあげてほしい」と個人的に依頼をする。中期が始まったころは武井に嗾けられた近藤に合コンを持ち掛けられ協力（この際、友人の安田、犬飼、加納の3人の友人を連れて来ている）。「愛してるゲーム」で近藤と対決してしまい「本気で落ちてしまいそう」になった。その後アカシア会主催のクリスマスダンスパーティーに近藤に誘われた時には「親友の姉と禁断の関係を…」と近藤目当てで参加した。父親が海将補で家族でダンスをやっているので元々得意で最初のダンスで近藤とペアを組み見事なダンスを披露している。なお武井や乙女、常代等から見ると顔立ちは弟そっくり（近藤のことを慕っている部分、近藤を「クン」付けするところも）らしい。

沖田の母
沖田と美月の母親。彼女も美月と同様、息子そっくりの顔立ちである。

沖田の父
沖田と美月の父親。海将補。防大の卒業生でもある。

土方 為治（ひじかた ためはる）
名前のモデルは土方為次郎。
土方の10歳上の兄。
高校時代は土方と同様アメフトをやっていた描写がある。医者を志して東京大学理科Ⅲ類を受験したが、中々合格出来ずにいた。しかし両親の大きな期待を背負っていたため後に引けず、合格出来ないまま9浪を迎えてしまう。これによって自分の今迄の努力に絶望して引き籠ってしまい、父親も彼に失望して酒に溺れ物に当たる様になった。
土方はこの崩壊した家庭を目の当たりにしていたため「無駄な努力は身を滅ぼす」と思うようになり、家族から逃げる様に防大に入校するきっかけにもなった。
その後、土方に過去のことを謝りに開校記念祭へ行くが、土方から部屋を追い出されたため、ルームメイトの近藤に伝言を託している。

伊東 誠子（いとう せいこ）
伊東の母親。年齢のわりに若く見えるため、近藤一家からは姉弟と見間違えるほど。
天志が幼少期の時に離婚しており、天志のために看護師の仕事に専念していたが、天志が中学生の時に過労で体調が悪化した上信頼する医師から心無いことを言われたことで心的外傷を負ってしまい、仕事を辞めざるを得なくなった。

坂木の父
坂木と乙女の父親。
航空学生（航空学校）出身の航空自衛官。幹部候補生過程に進んだものと思われ、階級は坂木が幼いころの時点で3佐であった。顔立ちは坂木に似ている。既に妻の幸子とは離婚しているが、坂木の卒業式に出席した際に幸子と再会している。

岡上 幸子（おかがみ さちこ）
名前のモデルは坂本幸。
坂木と乙女の母。顔立ちは乙女に似ている。夫との離婚時に乙女を引き取っており、中期終了後の冬休みに乙女から近藤のことを聞き、坂木の卒業式で近藤と初対面した。同時に既に離婚している夫とも再会している。

### その他
安田（やすだ）
美月が近藤に誘われた合コンの際に連れてきた友人の1人。ソフトボール経験者で体育会系らしい「ッス」等の言葉遣いが特徴。合コンには防大生の筋肉が凄いと聞いて参加したと言っている。合コンの最中に原田と意気投合しており、合コン後も原田とは頻繁に連絡を取っていたらしく開校記念祭にも美月達と一緒に訪れてきている。その後アカシア会主催のクリスマスダンスパーティーの数日前に原田から「一緒に踊って欲しい」と告白され想いを受け入れている。合コン時には武井に「脳筋でプロテインの話しかしてない」と評されていたが作中で原田から告白される時には口調も女性らしい雰囲気になっている。

犬飼（いぬかい）
美月が近藤に誘われた合コンの際に連れてきた友人の1人。黒髪ロングで口調も一見清楚な雰囲気の美人だが中身は武井曰く「玉の輿狙いの青田買いで世間体と見てくれを気にする一直線で階級章を確認するタイプ」で、近藤に目をつけ美月と一緒に近藤に迫っていた。開校記念祭終了後には恋の片道切符で近藤にメールを送っていたが近藤には忘れられていた。アカシア会主催のクリスマスダンスパーティーには恋の片道切符でメールしてきた女性全員に近藤がメールで参加を依頼したので参加している。それがきっかけで以後は清川のことを追いかけ回している。

加納（かのう）
美月が近藤に誘われた合コンの際に連れてきた友人の1人。他の女性よりもかなり小柄で、顔つきも作中の他のキャラとは大幅に異なる（武井曰く「ガチ〇ピンみたいな顔」）。気配りが強くて優しく、「愛してるゲーム」で武井を落ちる寸前にまで追いつめ、告白までされたが、実際は彼氏持ちで、合コンは人数合わせとして参加していただけであった。

佐々木（ささき）
松井が通う大学の同級生。国防男子コンテストではMM繋がりであることから実行委員を務めた。
実は武井が防大に入校する前に知人だった男性でもある。顔立ちが良く女子たちにもモテていて、武井のクラスの主導権を握っていた。一方の武井は佐々木と比べて女子に相手にされなかっため、「佐々木はモテたかった諸悪の根源」と思い込み、以降女子にモテるイケメンは全て敵だと考えるようになった。

田代 ヒョウ子（たしろ ヒョウこ）
大塚御手洗女子大学1年の女子大生。巨体で怪力。
アカシア会主催のクリスマスダンスパーティーに参加し、最初に武井とペアになった。

シャルル
後期の二月下旬に開催された国際士官候補生会議（ICC）の招へい学生として、ブリュネと共に119号室に滞在した外国人の学生。おもてなしの心で接しようとした近藤を見下していたが、5日目に横須賀での食事でアナゴ定食を食べた際に「領海をあらゆる問題から守るためには海上警察との連携が必要」という近藤の話に興味を示した。最終日で和解し、近藤にお守りを与え、別れを告げた。

桃井 春彦（ももい はるひこ）
海上自衛隊幹部候補生学校教官。二等海尉。12月3日生まれ/元剣道部。
岩崎らからは青鬼（後述）と呼ばれる。千葉教官とは色々あった。
鷹栖 久子（たかす ひさこ）
夏季定期訓練で近藤たちが乗艦した「せとゆき」の艦長で、一等海佐。

赤鬼（あかおに）
海上自衛隊幹部候補生学校の教官。西脇や岩崎らの担当教官らしく、桃井同様坂木を彷彿させる鬼の様な厳しい性格で、この2人に捕まると場合によっては休暇日が消滅するらしい。本名は不明。
なお、海上自衛隊幹部候補生学校には実際に赤鬼と通称される者が存在し、正式名称は「学生隊幹事付Ａ（アルファ）」。幹部候補生の4期上の二等海尉、職種は艦艇、防衛大学校出身者で序列一位の者。
青鬼「学生隊幹事付Ｂ（ブラボー）」も存在し、こちらは赤鬼と同じ条件で一般大学出身者。
共に学生隊全体の指導役で特定の生徒やクラスの担当ではなく、幹部候補生学校の教官でもなく、あくまでも学生隊の幹事付。選任条件を見てもわかるように一年限りの役目である。ただし、赤鬼、青鬼の一方（ほとんどは赤鬼）は幹部候補生学校卒業直後の半年の遠洋練習航海にも同行する。

渡瀬（わたせ）
青山学院大学ミスコンのグランプリ受賞経験者。国防男子コンテストで特別審査員を務めた。

## 書誌情報
- 二階堂ヒカル『あおざくら 防衛大学校物語』 小学館〈少年サンデーコミックス〉、既刊36巻（2025年4月18日現在）
  1. 2016年9月16日発売[小 1]、ISBN 978-4-09-127340-6
  2. 2016年12月16日発売[小 2]、ISBN 978-4-09-127425-0
  3. 2017年3月17日発売[小 3]、ISBN 978-4-09-127508-0
  4. 2017年6月16日発売[小 4]、ISBN 978-4-09-127574-5
  5. 2017年9月15日発売[小 5]、ISBN 978-4-09-127684-1
  6. 2017年12月18日発売[小 6]、ISBN 978-4-09-127877-7
  7. 2018年3月16日発売[小 7]、ISBN 978-4-09-128093-0
  8. 2018年6月18日発売[小 8]、ISBN 978-4-09-128256-9
  9. 2018年9月18日発売[小 9]、ISBN 978-4-09-128395-5
  10. 2018年12月18日発売[小 10]、ISBN 978-4-09-128593-5
  11. 2019年3月18日発売[小 11]、ISBN 978-4-09-128803-5
  12. 2019年6月18日発売[小 12]、ISBN 978-4-09-129167-7
  13. 2019年9月18日発売[小 13]、ISBN 978-4-09-129330-5
  14. 2019年11月18日発売[小 14]、ISBN 978-4-09-129445-6
  15. 2020年2月18日発売[小 15]、ISBN 978-4-09-129560-6
  16. 2020年4月16日発売[小 16]、ISBN 978-4-09-850066-6
  17. 2020年7月17日発売[小 17]、ISBN 978-4-09-850164-9
  18. 2020年10月16日発売[小 18]、ISBN 978-4-09-850271-4
  19. 2021年1月18日発売[小 19]、ISBN 978-4-09-850380-3
  20. 2021年4月16日発売[小 20]、ISBN 978-4-09-850518-0
  21. 2021年7月16日発売[小 21]、ISBN 978-4-09-850633-0
  22. 2021年10月18日発売[小 22]、ISBN 978-4-09-850722-1
  23. 2022年1月18日発売[小 23]、ISBN 978-4-09-850863-1
  24. 2022年4月18日発売[小 24]、ISBN 978-4-09-851057-3
  25. 2022年7月15日発売[小 25]、ISBN 978-4-09-851184-6
  26. 2022年10月18日発売[小 26]、ISBN 978-4-09-851348-2
  27. 2023年1月18日発売[小 27]、ISBN 978-4-09-851531-8
  28. 2023年4月18日発売[小 28]、ISBN 978-4-09-852028-2
  29. 2023年7月18日発売[小 29]、ISBN 978-4-09-852612-3
  30. 2023年10月18日発売[小 30]、ISBN 978-4-09-852854-7
  31. 2024年1月18日発売[小 31]、ISBN 978-4-09-853074-8
  32. 2024年4月17日発売[小 32]、ISBN 978-4-09-853221-6
  33. 2024年7月18日発売[小 33]、ISBN 978-4-09-853435-7
  34. 2024年10月18日発売[小 34]、ISBN 978-4-09-853636-8
  35. 2025年1月17日発売[小 35]、ISBN 978-4-09-853814-0
  36. 2025年4月18日発売[小 36]、ISBN 978-4-09-854081-5

## テレビドラマ
毎日放送制作でテレビドラマ化。毎日放送では、「ドラマ特区」枠で2019年11月1日から同年11月29日まで放送され、TBS系列でも放送されている。主演は本郷奏多。全5話。

### 原作とドラマの違い
- ドラマでは近藤、沖田、原田、武井、坂木、西脇、松平の7人のみをメインに物語が進行する。また、常代や乙女といったヒロインポジションは、ドラマでは登場しない。
- 西脇については、ドラマではいびきがうるさい設定が削除されている。口癖が「ばっかもーん」も最終話で発するのみである[13]。
- 原作では近藤の高校時代から物語が始まっているが、ドラマでは近藤の防大入校時（原作における第2話）から物語が始まっている[14]。
- 小隊の部屋の人数が、原作では8人であったが、ドラマでは6人になっている。このため、原作にあった東堂と平井が後から部屋に入るシーンが無くなっている[14]。
- 近藤の実家の食堂は、原作では再開発により廃業の危機に陥るが、ドラマでは近くにショッピングモールが出来て経営が悪化したという設定になっている[14]。
- ドラマでは武井が近藤のことを入校前から知っている描写が追加されている[14]。
- ドラマでは原田の脱柵のエピソードと武井のヘルウィークのエピソードの時系列が逆になっている[15]。
- 武井がヘルウィークを引き起こすエピソードは、ドラマでは最初の引率外出で途中で単独行動をとった時となっている[15]。
- 原作では、武井が帰校遅延を起こした翌日にヘルウィークが始まったが、ドラマでは武井が帰校遅延した直後にヘルウィークが始まっている[15]。
- ドラマでは武井が防大に志願した理由に「高校時代にクラスのマドンナから自衛隊かっこいいと言われたため」という設定が追加されている[15]。
- 原田の脱柵については、ドラマでは原田は学内のプールにいたところを近藤に発見されている[13]。
- 近藤が原田の脱柵未遂事件後にその件を相談するシーンは、原作では松平であるが、ドラマでは坂木となっている[13]。

### キャスト
- 近藤勇美 - 本郷奏多
- 原田忠 - 結木滉星[16]
- 沖田蒼司 - 小澤廉
- 坂木龍也 - 高崎翔太[17]
- 武井寅明 - 小園凌央
- 西脇鷹史 - 伊阪達也
- 松平容介 - 狩野健斗

### スタッフ
- 原作 - 二階堂ヒカル 『あおざくら 防衛大学校物語』（小学館「少年サンデーコミックス」刊）
- 脚本 - 吉田恵里香、宮本武史
- 監督 - 平林克理
- 企画 - エイベックス・ピクチャーズ
- 音楽 - Yuria Miyazono
- オープニングテーマ - I Don't Like Mondays.「DIAMOND」[18]
- エンディングテーマ - Da-iCE 「BACK TO BACK」[18]
- ドラマ制作 - ダブ
- 製作 - 「あおざくら 防衛大学校物語」製作委員会、毎日放送（MBS）

### 放送日程
| 話数   | 放送日   | サブタイトル  |
| ------ | -------- | ------------- |
| 第1話  | 11月01日 | 入校式!       |
| 第2話  | 11月08日 | 理不尽!       |
| 第3話  | 11月15日 | ヘルウィーク! |
| 第4話  | 11月22日 | 脱柵!         |
| 最終話 | 11月29日 | あおざくら!   |

### 放送局
| 放送期間                  | 放送時間                     | 放送局       | 対象地域   | 備考   |
| ------------------------- | ---------------------------- | ------------ | ---------- | ------ |
| 2019年10月31日 - 11月28日 | 木曜 23:00 - 23:30           | テレビ神奈川 | 神奈川県   | 独立局 |
| 2019年11月1日 - 11月29日  | 金曜 0:59 - 1:29（木曜深夜） | 毎日放送     | 近畿広域圏 | 制作局 |
| 2019年11月2日 - 11月30日  | 土曜 0:00 - 0:30（金曜深夜） | チバテレ     | 千葉県     | 独立局 |
| 2019年11月6日 - 12月4日   | 水曜 23:30 - 翌日0:00        | テレ玉       | 埼玉県     | 独立局 |

### インターネット配信
毎日放送の放送日基準の見逃し配信は終了し、現在は全話を以下の動画配信サイトで有料配信。
| 配信サイト       | 備考             |
| ---------------- | ---------------- |
| MBS動画イズム    | 有料で見放題配信 |
| U-NEXT           | 有料で見放題配信 |
| TELASA           | 有料で見放題配信 |
| TSUTAYA TV       | 有料で見放題配信 |
| ビデオマーケット | 有料で見放題配信 |
| GYAO!ストア      | レンタル配信     |

| 毎日放送 ドラマ特区                               | 毎日放送 ドラマ特区                                    | 毎日放送 ドラマ特区                                     |
| 前番組                                            | 番組名                                                 | 次番組                                                  |
| ------------------------------------------------- | ------------------------------------------------------ | ------------------------------------------------------- |
| カフカの東京絶望日記 （2019年9月13日 - 10月25日） | あおざくら 防衛大学校物語 （2019年11月1日 - 11月29日） | ねぇ先生、知らないの? （2019年12月6日 - 2020年1月17日） |

## 舞台（中止）
2020年4月以降順次公演予定であったが、新型コロナウイルス感染拡大を受けて、全公演開催自粛となった。

### 会場
三越劇場
2020年4月9日 - 4月13日、全8公演。
COOL JAPAN PARK OSAKA
2020年4月17日 - 4月19日、全5公演。

### スタッフ
- 脚本 - 吉田恵里香
- 演出 - 伊勢直弘
- 企画 - エイベックス・ピクチャーズ

### キャスト
土方以外は前述のドラマ版と共通。
- 近藤勇美 - 本郷奏多
- 原田忠 - 結木滉星
- 沖田蒼司 - 小澤廉
- 坂木龍也 - 高崎翔太
- 武井寅明 - 小園凌央
- 西脇鷹史 - 伊阪達也
- 松平容介 - 狩野健斗
- 土方俊明 - 小沼将太[21]

## ボイスコミック
バラエティ番組「浪川&岡本 ボイコミ ラボ」内にて、2023年10月30日・11月6日に本作のボイスコミックが放送された。YouTubeチャンネル「週刊少年サンデーTV」にて再公開されてる
。

### キャスト
- 近藤勇美 - 岡本信彦
- 原田 忠 - 吉田和生
- 坂木龍也 - 林瑞貴
- 沖田蒼司 - 大桃陽介
- 松平容介 - 堀金蒼平
- 西脇鷹史、ナレーション - 浪川大輔
- その他モブ（応援など） - 全員